# Antwerpen (stad)
Antwerpen (Frans: Anvers) is een centrumstad in Vlaanderen in België. Het is de hoofdstad van de provincie Antwerpen en van het gelijknamige arrondissement. Anno 2025 telt de gemeente ruim 556.138 inwoners op een oppervlakte van 20.822 hectare. Daarmee is het qua inwonertal de grootste gemeente van België en naar oppervlakte de vierde, na Bastenaken, Doornik en Couvin. Overigens is het Brussels Hoofdstedelijk Gewest met in het midden de hoofdstad Brussel veruit het grootste stedelijke gebied van België (1,3 miljoen inwoners), maar omdat dit bestaat uit 19 gemeenten heeft Antwerpen als gemeente meer inwoners.
De stad ligt grotendeels op de rechteroever van de Schelde, die deel uitmaakt van de gemeente- en provinciegrens. Rondom de Schelde ligt het uitgestrekte havengebied met internationaal vrachtvervoer. De fusiehaven Port of Antwerp-Bruges is na Rotterdam de grootste containerhaven van Europa. Van groot economisch belang is de petrochemische bedrijvigheid bij Antwerpen. De stad is ook een wereldcentrum voor de handel in diamant.
Antwerpen is tevens de hoofdplaats van het kieskanton Antwerpen. De gemeente zelf telt twaalf gerechtelijke kantons. De stad is ook zetel van het rooms-katholieke bisdom Antwerpen en het Anglicaanse aartsdekenaat Noordwest-Europa.
De inwoners van Antwerpen worden soms Sinjoren genoemd, naar het Spaanse woord señor. De stad zelf wordt door sommige van haar inwoners afgekort 't Stad en soms de koekenstad genoemd, dit laatste vanwege de vele koekenfabrieken tussen 1830 en 1960 in Antwerpen. De Beukelaer en Parein waren daarvan de bekendste.

## Toponymie
Het toponiem "Antwerpen" wordt toponymisch en archeologisch wel verklaard uit de naam die gegeven werd aan de plaats van de eerste nederzetting anda verpa. Dit is waarschijnlijk een Oudfrankische aanduiding voor 'bij de aangeworpen gronden', bijvoorbeeld in een bocht van de rivier. In Vlaanderen kent men vanaf de twaalfde eeuw het woord werplant, 'aangeslibd land buitendijks, kwelder, schor'. Dit woord *werp moet overigens niet verward worden met werf, het Friese woord terp en het Groningse wierde.
In de Vita Eligii uit het begin van zevende eeuw staan de woorden Andoouerpenses en Andouerpis als aanduiding voor Antwerpenaren en Antwerpen. Daarnaast vermeldt een Merovingische munt de naam Anderpus, mogelijk een verbastering van Antwerpen. Volgens classicus Alfred Michiels (2007) zou het oorspronkelijk een Keltische naam zijn, te verklaren als een Latijnse vertaling van het veronderstelde *Ambidouesrepi, dat is 'zij die aan beide oevers wonen' (zie ook Ambivarieten). Ter vergelijking, de Engelse stad Andover, vermoed als Keltisch in origine. Andover zou in het Welsh "onn dwfr" en dan "populier water" betekenen. De Keltische oorsprong wordt in de media geregeld overgenomen. Germanisten en germanofielen zijn echter negatief over deze nieuwe theorie.

### Volkslegende
Midden op de Grote Markt van Antwerpen staat de Brabofontein met een bronzen beeld van Silvius Brabo, die een grote hand wegwerpt. Een sage uit de vijftiende eeuw vertelt dat in het land van de Schelde omstreeks het begin van onze tijdrekening een reus, Druon Antigoon, heerste, die van elke schipper een zware tol eiste om over de Schelde te mogen varen. Wanneer een schipper weigerde te betalen werd hem de hand afgehakt. Een Romeinse krijger, Silvius Brabo, bevocht, overwon en doodde de reus, hakte op zijn beurt diens hand af en wierp hem in de Schelde. Het bevrijde volk noemde de stad Antwerpen, van 'hand werpen'. De legende over de reus ontstond mogelijk na de vondst van onverklaarbaar grote beenderen, die later walvisbotten bleken te zijn.

## Wapen
In het stadswapen van Antwerpen wordt een versterkte burcht afgebeeld. Daarboven bevinden zich twee losse handen. Deze moeten niet als een verwijzing naar de legende van het 'handwerpen' worden gezien. Eerder schijnen deze handen oude symbolen voor de rechten van de vorst op de Schelde en van de voorrechten van de stad te zijn, namelijk het recht van stapel en opslag enerzijds en tolvrijheid en geleide op de Westerschelde anderzijds.

## Geschiedenis

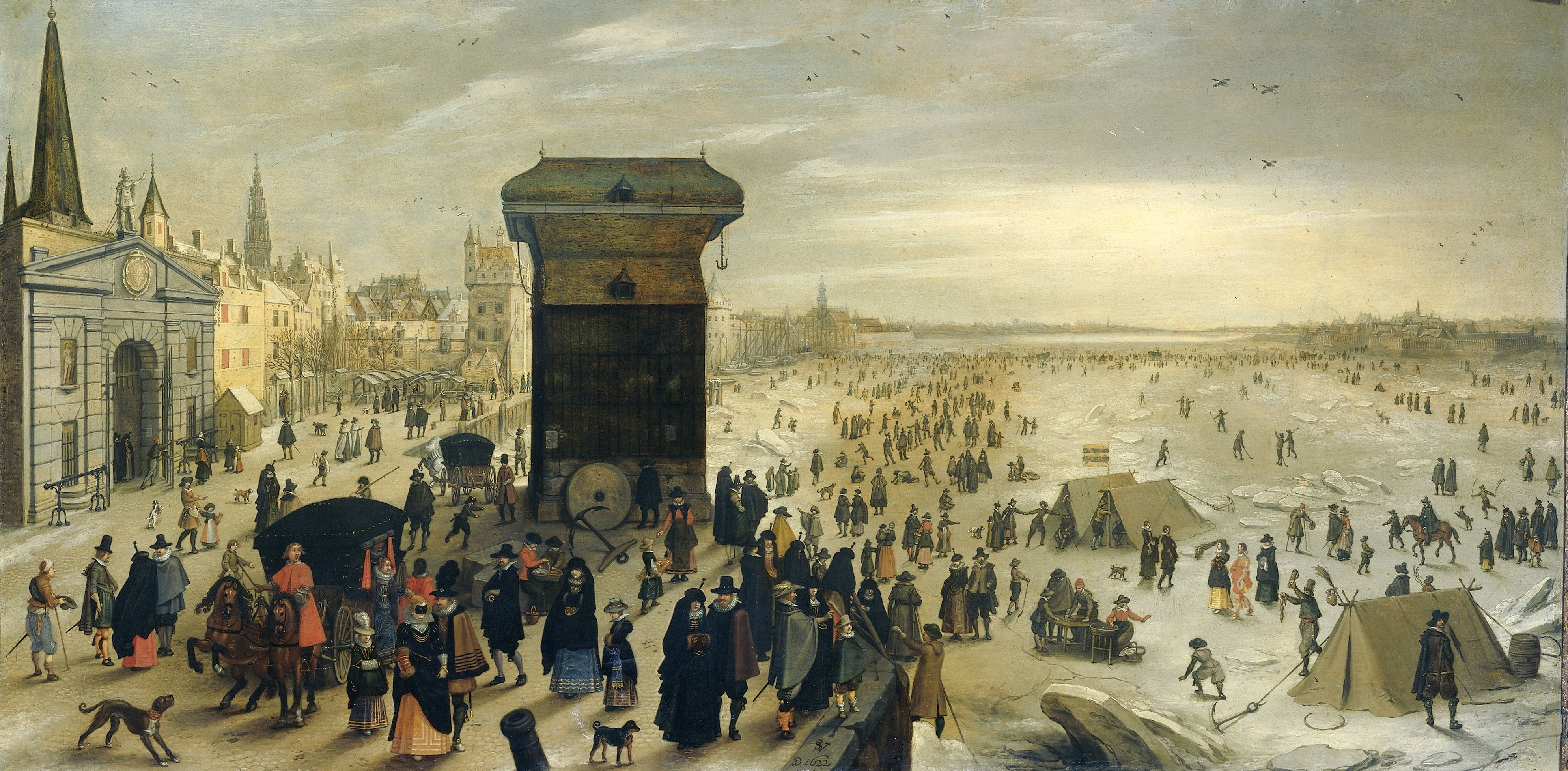
Het Kranenhoofd aan de Schelde te Antwerpen ca. 1622

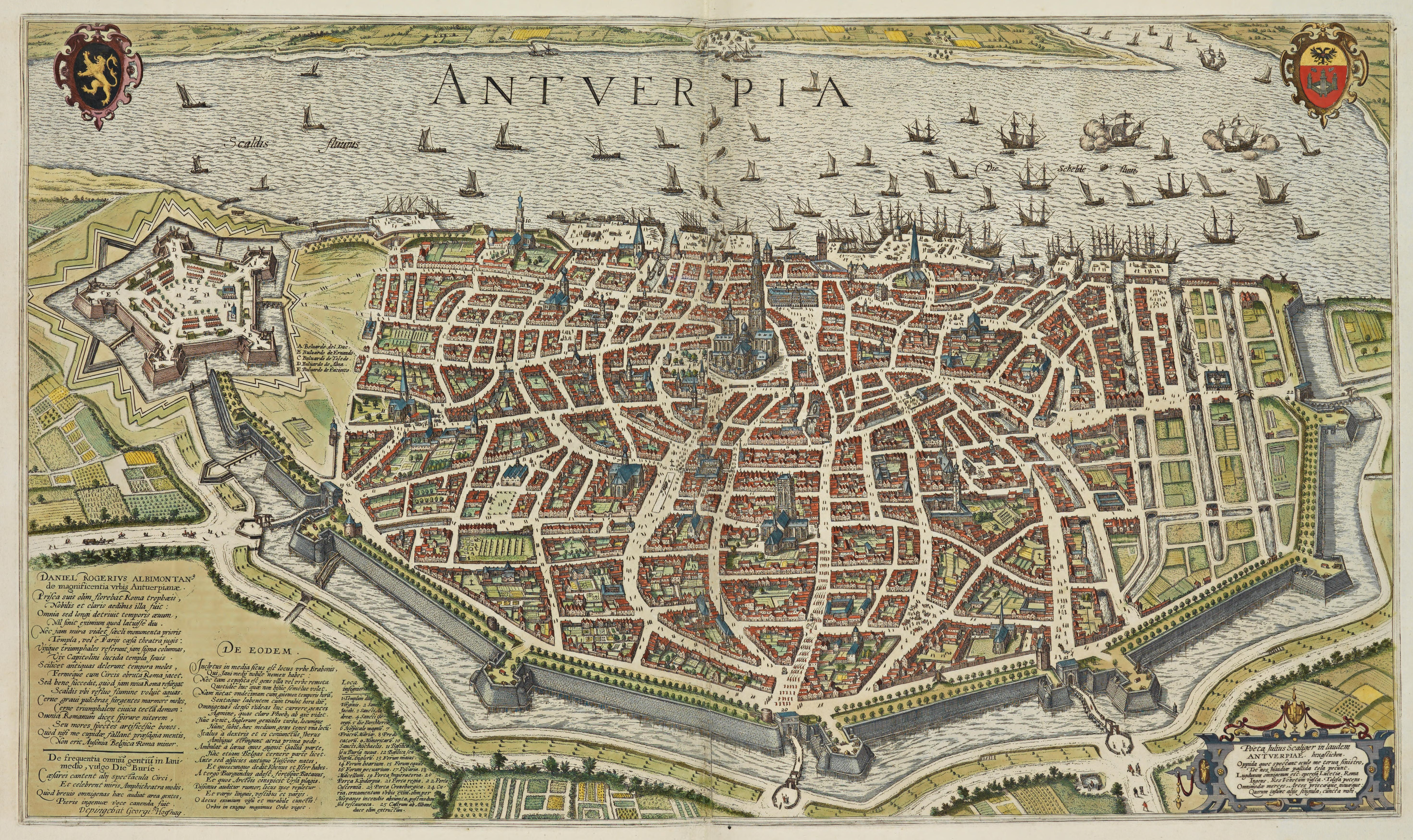
Kaart van Antwerpen rond 1699-1706

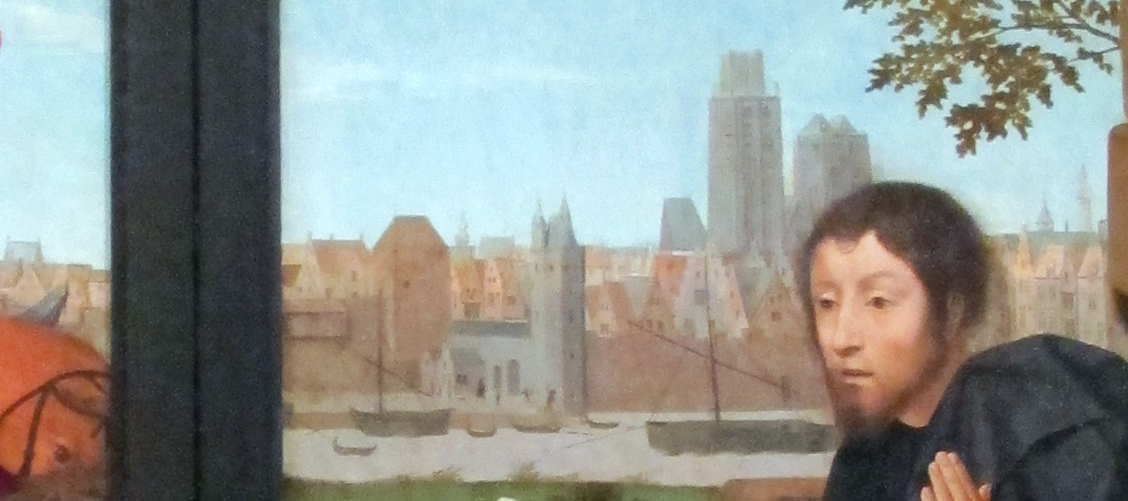
Vroegst bekende gezicht op Antwerpen ca. 1510. Op de achtergrond de Onze-Lieve-Vrouwekathedraal in aanbouw

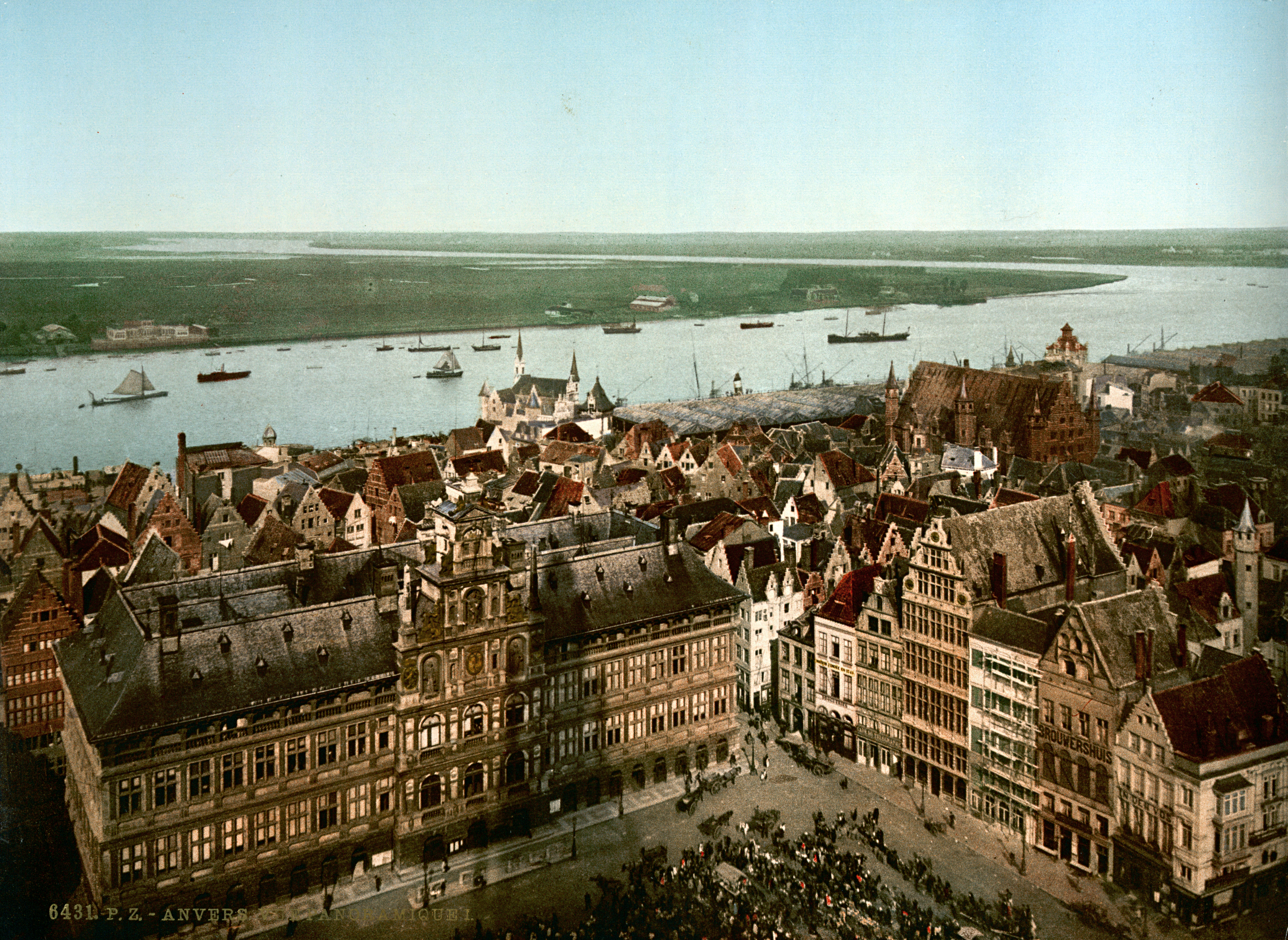
Antwerpen en de Schelde, eind negentiende eeuw

Omstreeks 1400 was Antwerpen nog een betrekkelijk kleine stad, met nog geen 10.000 inwoners. Na de dood van Karel de Stoute brak in 1477 een opstand uit tegen zijn dochter Maria van Bourgondië die bekend werd als De Quaeye Werelt. In 1500 had de stad ongeveer 50.000 inwoners, omstreeks 1560 werd het aantal van 100.000 bereikt. Onder keizer Karel V was Antwerpen de belangrijkste handelsstad in Europa ten noorden van de Alpen. Hand in hand met de toenemende welvaart ging een ongekende culturele bloei. Vooral de schilderkunst nam in de zestiende en zeventiende eeuw een hoge vlucht. Door de vele invloeden kreeg ook eerst het lutheranisme, door de augustijnen in Sint-Andries en op het Kiel, en later vanaf eind zestiende eeuw vooral het calvinisme, met hagenpreken te Berchem en Borgerhout, grote aanhang in de stad. Bij een omstreeks 1580 door stadhouder Willem van Oranje georganiseerde godsdiensttelling bleek 33% van de bevolking aanhanger te zijn van het calvinisme, 17 % nog van het lutheranisme en 50 % van de Rooms-Katholieke Kerk.
De troebelen van de opstand tegen Spanje hebben de stad grote schade berokkend. In 1576 werd de stad geplunderd door muitende Spaanse huursoldaten, die in de Spaanse Furie 7000 burgers vermoordden. De stad sloot zich vervolgens aan bij de Pacificatie van Gent en was gedurende de komende negen jaar min of meer de hoofdstad van de anti-Spaanse opstand. In 1585 werd Antwerpen door de Spaanse stadhouder Alexander Farnese veroverd na een beleg dat meer dan een jaar had geduurd. Na die verovering ontstond een migratiestroom uit Antwerpen en is ongeveer de helft van de bevolking naar Middelburg en Holland vertrokken. Het bevolkingscijfer daalde van ongeveer 80.000 tot 42.000. Hollandse en Zeeuwse schepen versperden de Scheldemonding en sloten zo de in Spaans bezit zijnde stad af van de overzeese handel. De bloei van Antwerpen in handel, kunsten en wetenschappen verplaatste zich en werd verder in de Gouden Eeuw in de noordelijke Nederlanden ontwikkeld.
In de komende twee eeuwen zou Antwerpen weliswaar niet meer de bloei van de voorafgaande periode bereiken, maar het zou overdreven zijn te zeggen dat de stad wegkwijnde. Zij bleef een van de belangrijkste economische en culturele centra van de Spaanse en later Oostenrijkse Nederlanden. Zij bracht in haar eigen Gouden Eeuw grote schilders voort als Rubens, Jordaens en Teniers. Als rooms-katholiek bolwerk in de Contrareformatie kwamen er grootse kunst- en bouwwerken tot stand, voornamelijk in barokke stijl.
In de jaren 1880 werd de stad een van de belangrijkste locaties in de systematische exploitatie van de Congo-Vrijstaat. Via de haven werd belangrijke ladingen verscheept naar Congo. De schepen naar Congo waren grotendeels beladen met wapens. Schepen van Congo naar België vervoerden rubber en ivoor.
De gemeente werd rond 20 mei 1940 bezet door het Duitse leger en bevrijd op 4 september 1944. Uit Antwerpen werden minstens 9515 Joden weggevoerd naar concentratiekampen in Duitsland, waar de overgrote meerderheid vermoord werd.
Vele burgers namen deel aan burgerlijke ongehoorzaamheid en gewapend verzet. Minstens 306 weerstanders werden naar het Auffanglager van Breendonk getransporteerd. In de speciale Nacht und Nebel-concentratiekampen werden drie weerstanders uit de gemeente ter dood gebracht door onthoofding. Het aantal slachtoffers is onbekend en ligt wellicht hoger dan het Belgische gemiddelde van 1,02% van de bevolking.

## Geografie

Districten sinds 2025

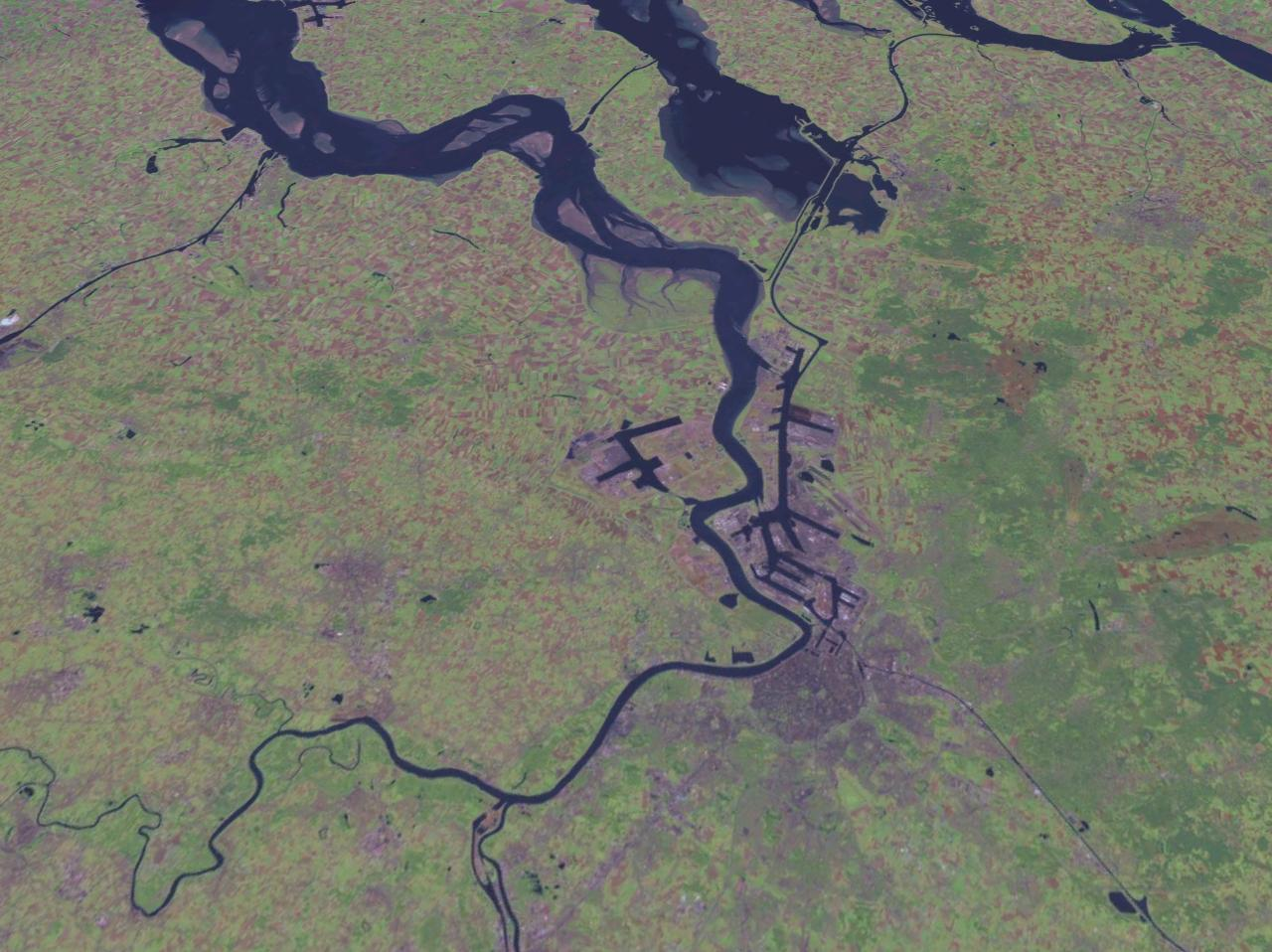
Satellietfoto van de Schelde bij Antwerpen

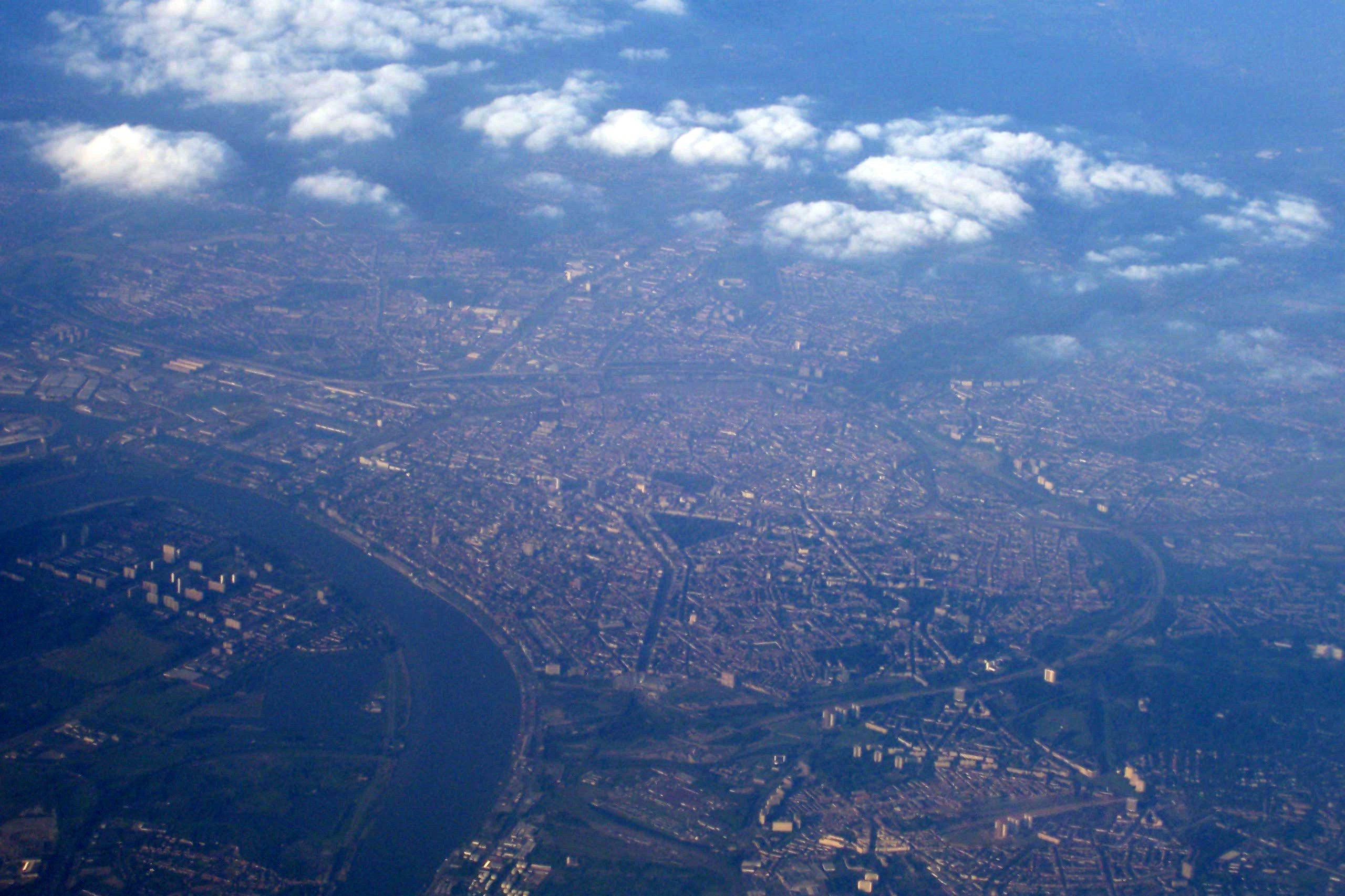
Antwerpen vanuit de lucht

Naoorlogse stadsuitbreidingen

### Bestuurlijke indeling

#### Gemeentelijke herindeling en vorming districten
Het district Berendrecht-Zandvliet-Lillo behoort al sinds 1958 tot de toenmalige gemeente Antwerpen. Op 1 januari 1983 werd door een fusie de gemeente fors uitgebreid met zeven randgemeenten: Berchem, Borgerhout, Deurne, Ekeren, Hoboken, Merksem en Wilrijk. De voormalige (rand)gemeenten zijn nu districten binnen de gemeente Antwerpen. In 2019 werden enkele districtsgrenzen zoals tussen Antwerpen, Ekeren en Merksem aangepast. Sinds januari 2025 werd Borsbeek als tiende district aan Antwerpen toegevoegd.
Oorspronkelijk hadden de districten een louter adviserende functie naar het centrale stadsbestuur. Sinds 2001 vervullen ze echter opnieuw een bestuursrol. Hiermee zijn het de enige deelgemeenten in België met dergelijke functie. Ze worden bestuurd door een districtsraad met een districtscollege.
| Districten | Districten                  | Districten        | Districten           |
| Nr.        | Naam                        | Oppervlakte (km²) | Bevolking (1/1/2022) |
| ---------- | --------------------------- | ----------------- | -------------------- |
| 1          | Antwerpen (district)        | 87,30             | 194.229              |
| 2          | Berchem                     | 5,79              | 43.658               |
| 3          | Berendrecht-Zandvliet-Lillo | 52,66             | 10.042               |
| 4          | Borgerhout                  | 3,93              | 46.809               |
| 5          | Deurne                      | 13,06             | 83.661               |
| 6          | Ekeren                      | 8,07              | 29.026               |
| 7          | Hoboken                     | 10,67             | 41.397               |
| 8          | Merksem                     | 8,28              | 46.461               |
| 9          | Wilrijk                     | 13,61             | 42.289               |
| 10         | Borsbeek (vanaf 1-1-2025)   | 3,91              | 11.379               |

#### Buur(deel)gemeenten en -plaatsen
- Stabroek
- Hoevenen (Stabroek)
- Kapellen
- Brasschaat
- Schoten
- Wijnegem
- Wommelgem
- Boechout
- Mortsel
- Edegem
- Aartselaar
- Hemiksem
- Kruibeke (Beveren-Kruibeke-Zwijndrecht)
- Burcht (Beveren-Kruibeke-Zwijndrecht)
- Zwijndrecht (Beveren-Kruibeke-Zwijndrecht)
- Kallo (Beveren-Kruibeke-Zwijndrecht)
- Doel (Beveren-Kruibeke-Zwijndrecht)
- Rilland-Bath (Reimerswaal, NL)
- Ossendrecht (Woensdrecht, NL)
- Putte (Woensdrecht, NL)

### Klimaat
| Maand                             | jan | feb | mrt | apr | mei | jun | jul | aug | sep | okt | nov | dec | Jaar |
| --------------------------------- | --- | --- | --- | --- | --- | --- | --- | --- | --- | --- | --- | --- | ---- |
| Gemiddeld maximum (°C)            | 5   | 6   | 11  | 15  | 18  | 21  | 23  | 23  | 20  | 15  | 10  | 6   | 14,4 |
| Gemiddeld minimum (°C)            | 1   | 1   | 3   | 6   | 9   | 12  | 14  | 14  | 12  | 9   | 6   | 3   | 7,5  |
|                                   |     |     |     |     |     |     |     |     |     |     |     |     |      |
| Neerslag (mm)                     | 45  | 35  | 27  | 16  | 28  | 29  | 26  | 34  | 18  | 27  | 40  | 52  | 377  |
| Bron: Weer in Antwerpen (maanden) |     |     |     |     |     |     |     |     |     |     |     |     |      |

## Demografie

### Evolutie van het inwoneraantal voor de fusie
- Bron: NIS - Opm.: 1806 t/m 1970=volkstellingen op 31 december; vanaf 1980= inwonertal per 1 januari.
- 1871: aanhechting en ruil van gebiedsdelen van Merksem (+? km² met netto 592 inwoners meer).
- 1912: aanhechting en ruil van gebiedsdelen van Berchem en Wilrijk (+ netto 2,09 km² met netto 36 inwoners minder).
- 1923: aanhechting van gebiedsdelen van Burcht en Zwijndrecht (+11,77 km² met 2.426 inwoners).
- 1929: aanhechting van Oorderen, Oosterweel en Wilmarsdonk en gebiedsdelen van Ekeren, Hoevenen, Merksem en Lillo (+46,29 km² met 5.543 inwoners).
- 1958: aanhechting van Berendrecht, Lillo en Zandvliet (+52,93 km² met 7.249 inwoners).
- 1983: aanhechting van Berchem, Borgerhout, Deurne, Hoboken, Merksem, Wilrijk en het grootste gedeelte van Ekeren (+64,68 km² met 305.503 inwoners).

### Demografische ontwikkeling van de fusiegemeente
Alle historische gegevens hebben betrekking op de huidige gemeente, inclusief deelgemeenten, zoals ontstaan na de fusie van 1 januari 1983.
- Bronnen:NIS, Opm:1831 tot en met 1981=volkstellingen; 1990 en later= inwonertal op 1 januari

| Inwoners van jaar tot jaar op 1 januari 1992 tot heden | Inwoners van jaar tot jaar op 1 januari 1992 tot heden | Inwoners van jaar tot jaar op 1 januari 1992 tot heden | Inwoners van jaar tot jaar op 1 januari 1992 tot heden |
| jaar                                                   | Aantal                                                 | Evolutie: 1992=index 100                               |                                                        |
| ------------------------------------------------------ | ------------------------------------------------------ | ------------------------------------------------------ | ------------------------------------------------------ |
| 1992                                                   | 465.783                                                | 100,0                                                  |                                                        |
| 1993                                                   | 465.102                                                | 99,9                                                   |                                                        |
| 1994                                                   | 462.880                                                | 99,4                                                   |                                                        |
| 1995                                                   | 459.072                                                | 98.6                                                   |                                                        |
| 1996                                                   | 455.852                                                | 97,9                                                   |                                                        |
| 1997                                                   | 453.030                                                | 97,3                                                   |                                                        |
| 1998                                                   | 449.745                                                | 96,6                                                   |                                                        |
| 1999                                                   | 447.632                                                | 96,1                                                   |                                                        |
| 2000                                                   | 446.525                                                | 95,9                                                   |                                                        |
| 2001                                                   | 445.570                                                | 95,7                                                   |                                                        |
| 2002                                                   | 448.709                                                | 96,3                                                   |                                                        |
| 2003                                                   | 452.474                                                | 97,1                                                   |                                                        |
| 2004                                                   | 455.148                                                | 97,7                                                   |                                                        |
| 2005                                                   | 457.749                                                | 98,3                                                   |                                                        |
| 2006                                                   | 461.496                                                | 99,1                                                   |                                                        |
| 2007                                                   | 466.203                                                | 100,1                                                  |                                                        |
| 2008                                                   | 471.598                                                | 101,2                                                  |                                                        |
| 2009                                                   | 477.936                                                | 102,6                                                  |                                                        |
| 2010                                                   | 483.505                                                | 103,8                                                  |                                                        |
| 2011                                                   | 493.517                                                | 106,0                                                  |                                                        |
| 2012                                                   | 502.604                                                | 107,9                                                  |                                                        |
| 2013                                                   | 507.911                                                | 109,0                                                  |                                                        |
| 2014                                                   | 510.610                                                | 109,6                                                  |                                                        |
| 2015                                                   | 513.570                                                | 110,3                                                  |                                                        |
| 2016                                                   | 517.042                                                | 111,0                                                  |                                                        |
| 2017                                                   | 520.504                                                | 111,7                                                  |                                                        |
| 2018                                                   | 523.248                                                | 112,3                                                  |                                                        |
| 2019                                                   | 525.935                                                | 112,9                                                  |                                                        |
| 2020                                                   | 529.247                                                | 113,6                                                  |                                                        |
| 2021                                                   | 529.417                                                | 113,7                                                  |                                                        |
| 2022                                                   | 530.630                                                | 113,9                                                  |                                                        |
| 2023                                                   | 538.910                                                | 115,7                                                  |                                                        |
| 2024                                                   | 544.759                                                | 117,0                                                  |                                                        |

### Demografische ontwikkeling van de fusiegemeente zoals ontstaan na de fusie op 1 januari 2025
Deze evolutie is gemaakt op basis van de historische gegevens die betrekking hebben op de twee gemeenten, inclusief hun deelgemeenten, die samen de nieuwe fusiegemeente vormen vanaf 1 januari 2025.
- Bronnen:NIS, Opm:1831 tot en met 1981=volkstellingen; 1990 en later= inwonertal op 1 januari

| Inwoners van jaar tot jaar op 1 januari 1992 tot heden | Inwoners van jaar tot jaar op 1 januari 1992 tot heden | Inwoners van jaar tot jaar op 1 januari 1992 tot heden |
| jaar                                                   | Aantal                                                 | Evolutie: 1992=index 100                               |
| ------------------------------------------------------ | ------------------------------------------------------ | ------------------------------------------------------ |
| 1992                                                   | 475.857                                                | 100,0                                                  |
| 1993                                                   | 475.338                                                | 99,9                                                   |
| 1994                                                   | 473.176                                                | 99,4                                                   |
| 1995                                                   | 469.456                                                | 98,7                                                   |
| 1996                                                   | 466.134                                                | 98,0                                                   |
| 1997                                                   | 463.280                                                | 97,4                                                   |
| 1998                                                   | 459.986                                                | 96,7                                                   |
| 1999                                                   | 457.916                                                | 96,2                                                   |
| 2000                                                   | 456.898                                                | 96,0                                                   |
| 2001                                                   | 455.865                                                | 95,8                                                   |
| 2002                                                   | 458.987                                                | 96,5                                                   |
| 2003                                                   | 462.772                                                | 97,3                                                   |
| 2004                                                   | 465.452                                                | 97,8                                                   |
| 2005                                                   | 468.053                                                | 98,4                                                   |
| 2006                                                   | 471.753                                                | 99,1                                                   |
| 2007                                                   | 476.427                                                | 100,1                                                  |
| 2008                                                   | 481.723                                                | 101,2                                                  |
| 2009                                                   | 488.072                                                | 102,6                                                  |
| 2010                                                   | 493.630                                                | 103,7                                                  |
| 2011                                                   | 503.724                                                | 105,9                                                  |
| 2012                                                   | 512.837                                                | 107,8                                                  |
| 2013                                                   | 518.189                                                | 108,9                                                  |
| 2014                                                   | 521.061                                                | 109,5                                                  |
| 2015                                                   | 524.035                                                | 110,1                                                  |
| 2016                                                   | 527.582                                                | 110,9                                                  |
| 2017                                                   | 531.085                                                | 111,6                                                  |
| 2018                                                   | 533.933                                                | 112,2                                                  |
| 2019                                                   | 536.789                                                | 112,8                                                  |
| 2020                                                   | 540.196                                                | 113,5                                                  |
| 2021                                                   | 540.494                                                | 113,6                                                  |
| 2022                                                   | 541.856                                                | 113,9                                                  |
| 2023                                                   | 550.219                                                | 115,6                                                  |
| 2024                                                   | 556.138                                                | 116,9                                                  |
| 2025                                                   | 562.002                                                | 118,1                                                  |

### Herkomst
In onderstaande tabel wordt de bevolkingsverdeling naar herkomst weergegeven. "Nieuwe Belgen" zijn Belgen die ooit een andere nationaliteit hadden. "Nieuwste Belgen" zijn Belgen die steeds Belg zijn geweest, maar afstammen van een vader/moeder met een vreemde herkomst.
| Herkomstgroep                                 | Percentage (Stad Antwerpen, 2016) |
| --------------------------------------------- | --------------------------------- |
| autochtonen (herkomst ouders meegerekend)     | 53,1                              |
| nieuwste Belgen (herkomst ouders meegerekend) | 10,2                              |
| nieuwe Belgen                                 | 15,9                              |
| vreemdelingen                                 | 20,7                              |

Bron: Districts-en Loketwerking, Stad Antwerpen, 2016 (via stadincijfers.antwerpen.be/databank)
De stad telt onder haar inwoners 172 verschillende buitenlandse nationaliteiten. De grootste groep wordt vertegenwoordigd door Nederlanders, gevolgd door Marokkanen, Polen en Turken.

### Taal
Het Nederlands is de officiële taal. De streektaal is het Antwerps, een dialect van het Brabants. Volgens onderzoek door de universiteit van Leuven (2014) gebruikt 2 tot 3 % van de inwoners Frans als thuistaal. Mensen met oorsprong uit Marokko en Turkije gebruiken nog Arabisch, Berbers of Turks naast het Nederlands. Sommige orthodoxe joden spreken Jiddisch of Ladino.

## Bezienswaardigheden

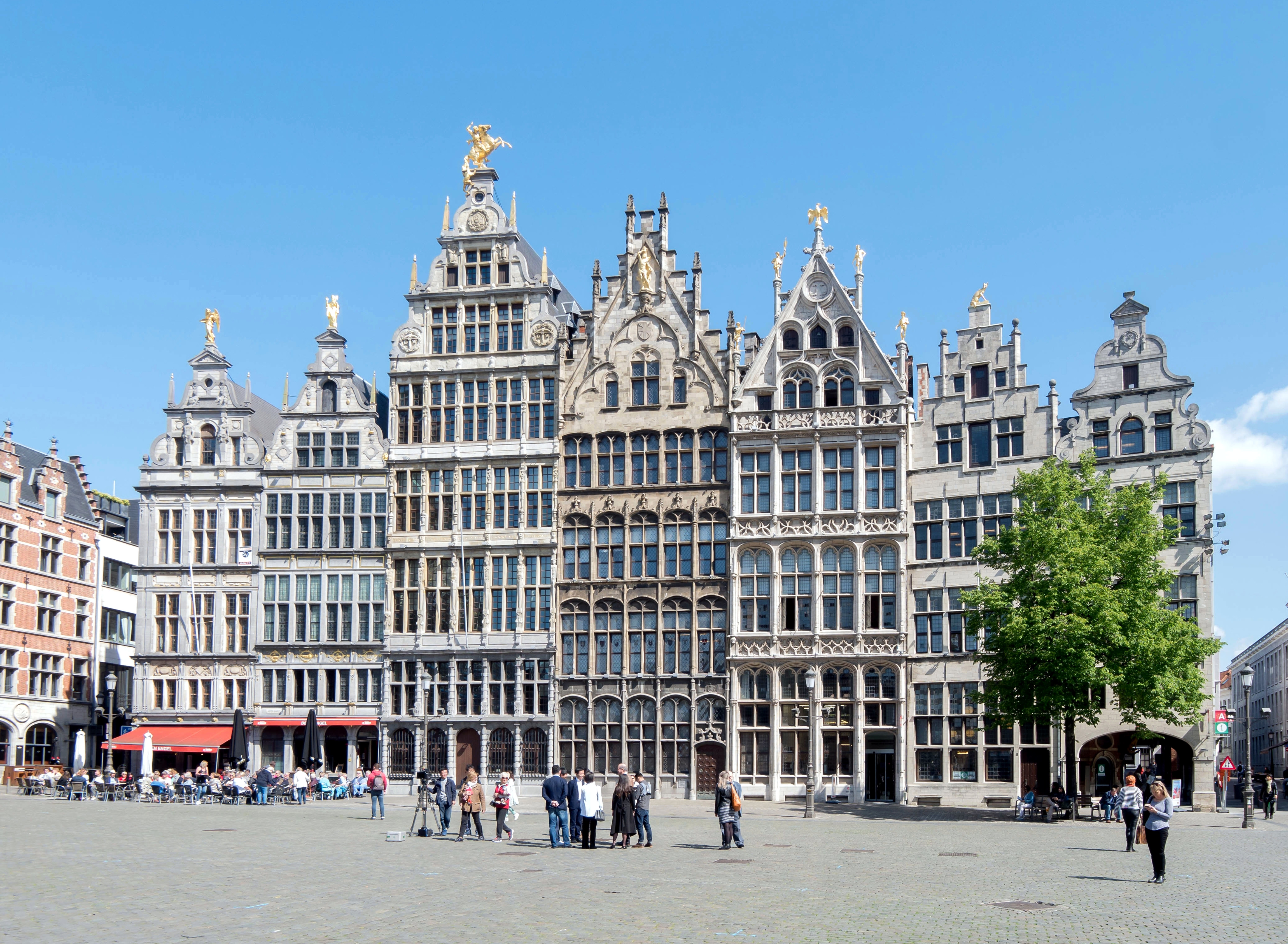
Gildehuizen aan de Grote Markt

De blootgelegde Kipdorpbrug in 2018

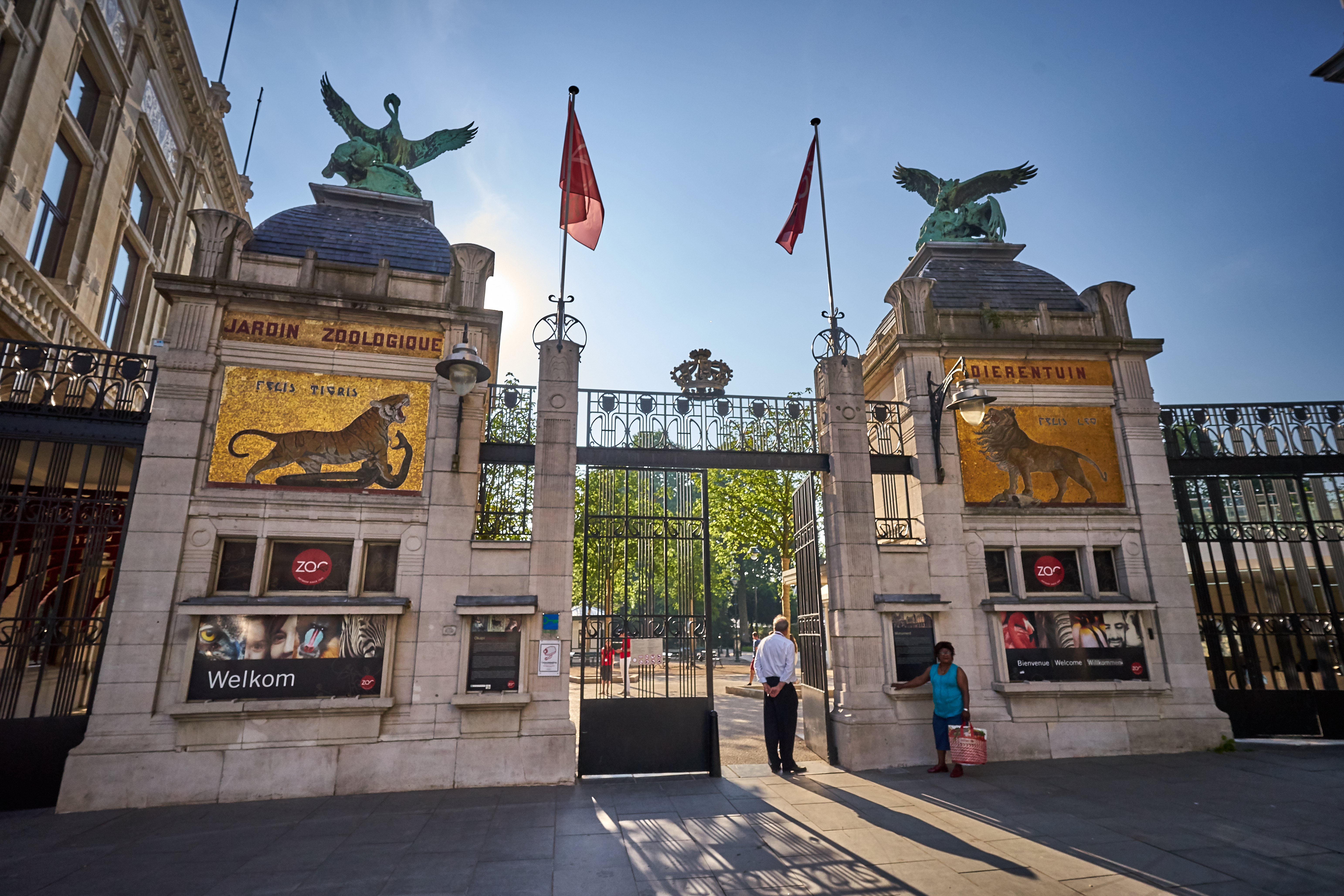
Ingang Zoo van Antwerpen

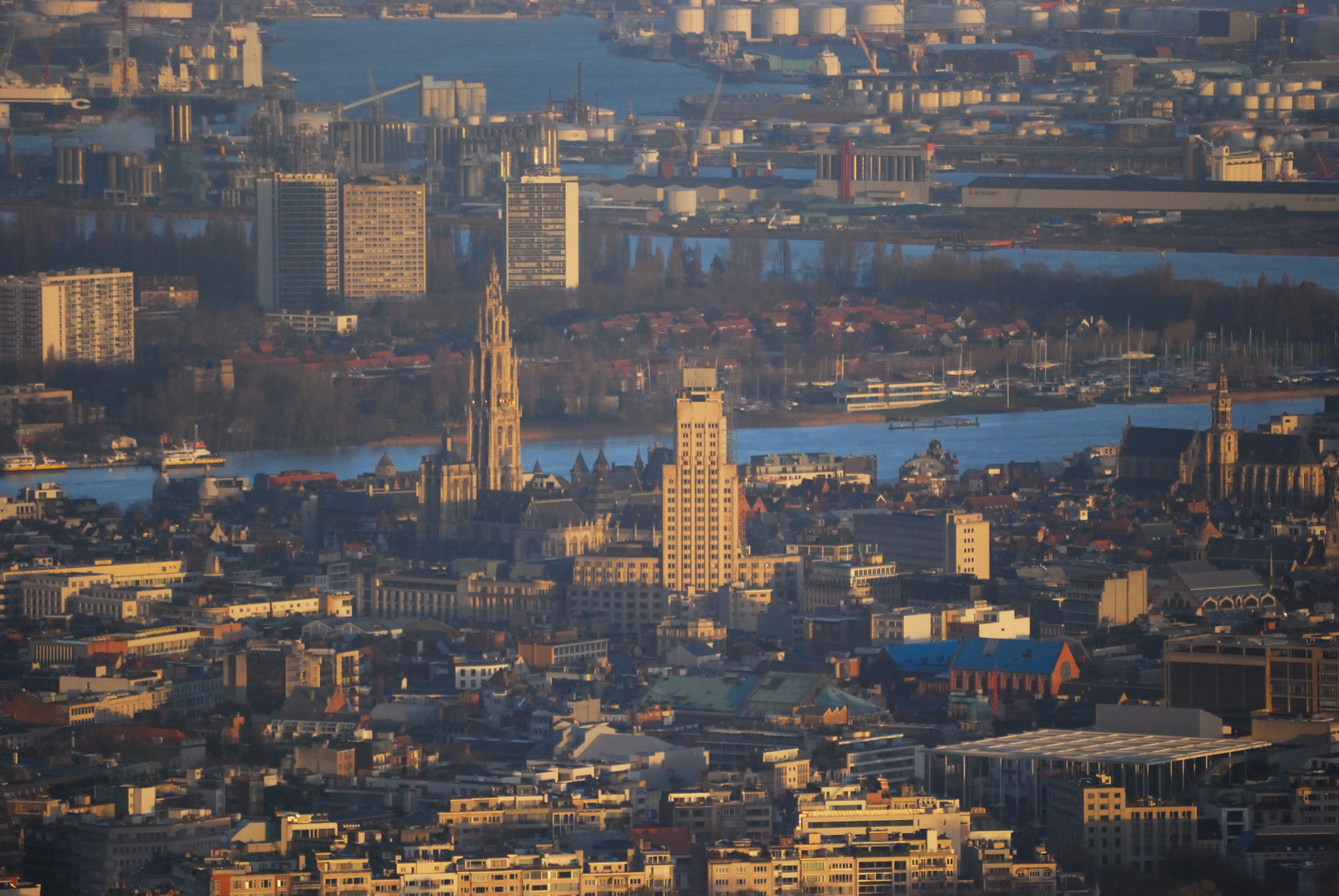
Kathedraal, Boerentoren, Sint-Pauluskerk en een deel van de haven

### Burgerlijk erfgoed
- Bourlaschouwburg: dit gebouw werd opgetrokken in de negentiende eeuw. Aanvankelijk werd theater gebracht in het huis van Spanje op de Grote Markt. Daar dit pand al snel te klein werd, werd voortaan het Tapisseriepand op de Graanmarkt gebruikt. In de 19de eeuw werd het Tapisseriepand afgebroken en werd de nieuwe Bourlaschouwburg opgericht.
- Vlaamse Opera: werd opgericht aan het begin van de twintigste eeuw.
- Feestzaal Harmonie: sinds 1250 was hier het leprozenhuis "Ter Zieken" gelegen, dat bleef bestaan tot de zeventiende eeuw, waarna het terrein werd opgenomen in het lusthof Valkenburg. Valkenburg werd sinds 1814 als zomerlokaal van de Société D'harmonie gebruikt, maar kwam pas in 1844 in handen van de organisatie. Zodra ze het pand had verworven, liet ze een wedstrijd houden voor het ontwerp van een concertzaal met een grote balzaal en een tuin. De winnaar werd P. Dens, die het huidige neoclassicistische gebouw optrok in 1845. Later, in 1876, ontwierp hij ook nog de kiosk in het Albertpark.
- Zoo: Antwerpen staat bekend om zijn dierentuin, die een van de oudste ter wereld is. De Antwerpse Zoo bevindt zich midden in de stad en huisvest meer dan 5000 dieren verdeeld over ongeveer 769 soorten. De Koninklijke Maatschappij voor Dierkunde houdt het welzijn van talloze dieren in de gaten en helpt sinds 1843 bedreigde diersoorten te beschermen.
- Berg van Barmhartigheid: voormalig pandjeshuis aan de Venusstraat opgericht door Wenceslas Coeberger in 1620.
- Liberaal Volkshuis "Help U Zelve"

Er waren vele buitenverblijven rond Antwerpen, maar ze werden niet allemaal bewaard. Hierna volgen enkele opvallende hoven en gebouwen:
- Rivierenhof (Deurne): werd opgericht in de achttiende eeuw als lusthof ter Rivieren vanwege haar ligging bij de rivier "Schijn".
- Sterckshof (Deurne): voormalige herenwoning van de Antwerpse koopman Gerard Sterck.
- Te Couwelaar (Deurne): dit kasteel was door de eeuwen heen onder meer in handen van vele kooplui. Een van hen was lakenhandelaar Gillis du Mont, die ook het Bisschoppenhof bezat.
- Bisschoppenhof (Deurne)
- Boekenbergpark (Deurne)
- Torenhof: een van de weinige lusthoven die bewaard bleven binnen de Antwerpse ring. Het is gelegen aan de Markgravelei, in de buurt van het Koning Albertpark. Het was in de zeventiende eeuw bezit van de Italiaanse familie Annoni. Tegenwoordig maakt het deel uit van het provinciaal park "Hof van Leysen".
- Hof Van Biart: gelegen aan de Karel Oomsstraat, binnen de Antwerpse ring. Het is een achttiende-eeuws lusthof. Het huidige huis vertegenwoordigt slechts de helft van het vroegere hoofdgebouw.
- Middelheim: was oorspronkelijk bezit van de kartuizers van Antwerpen, maar werd in de zestiende eeuw al omschreven als hof van plaisantie. Tegenwoordig is er het openluchtmuseum en beeldentuin van Antwerpen. Middelheim vormt samen met Den Brandt en Vogelzang het Nachtegalenpark, ten zuiden van de Antwerpse ring.
- Den Brandt: oorspronkelijk een hoeve in de veertiende eeuw, maar later werd hier ook een lusthof opgericht.
- Sorghvliedt (Hoboken): was een speelhof van de familie Du Bois en werd door Arnold du Bois verbouwd tot herenwoning in Rococostijl. Sorghvliedt ook Zorgvliet genaamd, is eveneens de naam van het omringende park.
- Meerlenhof (Hoboken): kwam in 1610 in handen van koopman Jozef van den Broec en was een van de mooiste lusthoven van Hoboken.
- Schoonselhof (Hoboken/Wilrijk): was oorspronkelijk een lusthof aan de Hollebeek, maar werd omgevormd tot een begraafplaats voor beroemde en vooraanstaande Antwerpenaren.
- Steytelinck (Wilrijk): een van de zes bewaarde lusthoven van Wilrijk, gelegen in het centrum van Wilrijk en ingericht als park.
- Valaarhof (Wilrijk): is tegenwoordig eveneens een openbaar park.

### Religieus erfgoed
Antwerpen kent een rijk religieus verleden. Oude gravures van de stad worden gekenmerkt door een veelheid aan torentjes. Naast de kathedraal en de 4 parochiekerken van St.-Jacobs, St.-Andries, St.-Walburga en St.-Joris telde de stad namelijk 23 kloosterorden, een burchtkerk en een citadelkerk.
De meeste kloosters van de Zuidelijke Nederlanden werden echter aan het einde van de achttiende eeuw ofwel afgeschaft door keizer Jozef II, ofwel gesloten door de Franse bezetter zoals de Sint-Michielsabdij. Een aantal monumenten bleef bewaard:

#### Religieuze monumenten
- Onze-Lieve-Vrouwekathedraal

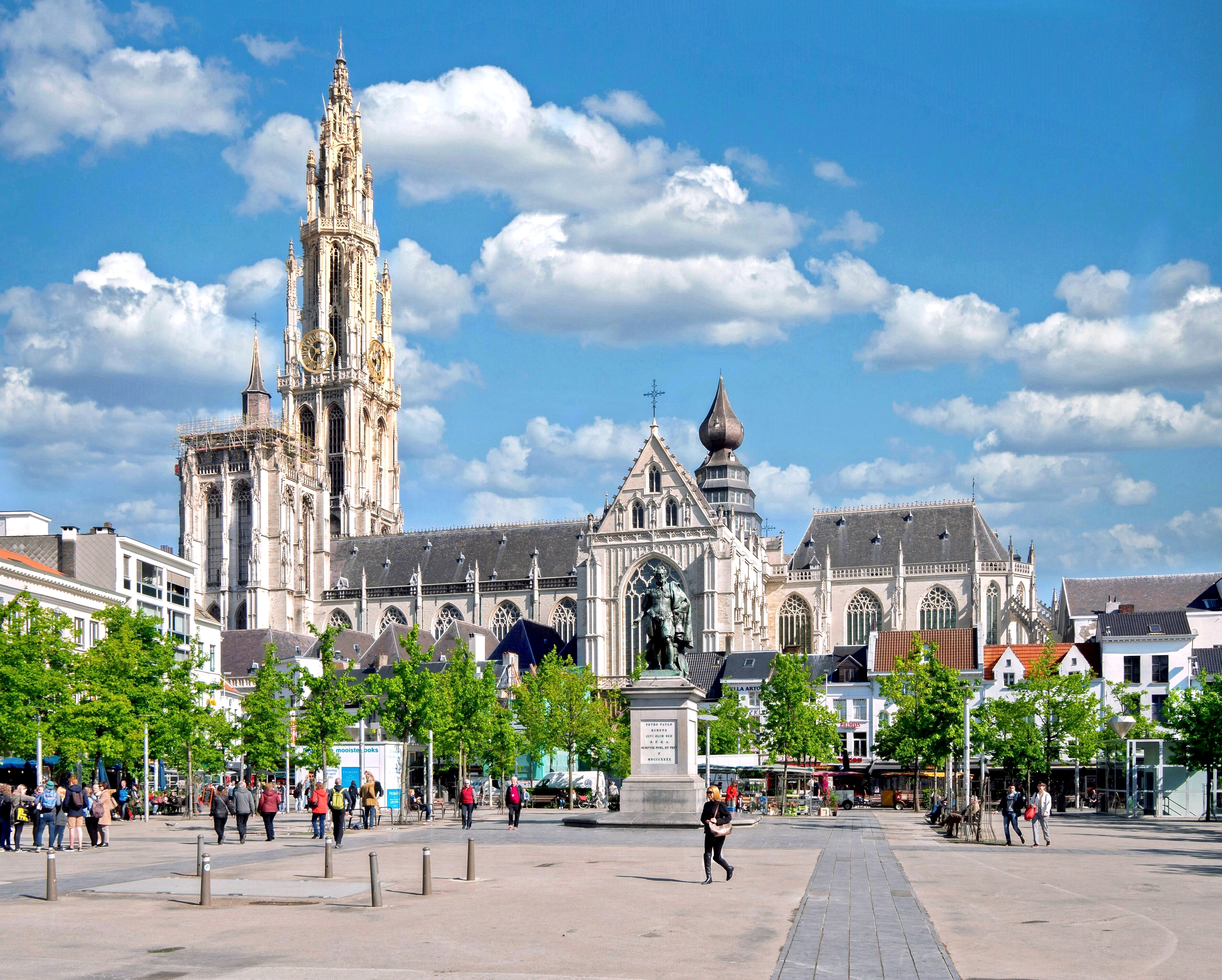
De Onze-Lieve-Vrouwekathedraal. Op de voorgrond: de Groenplaats met beeld van Rubens

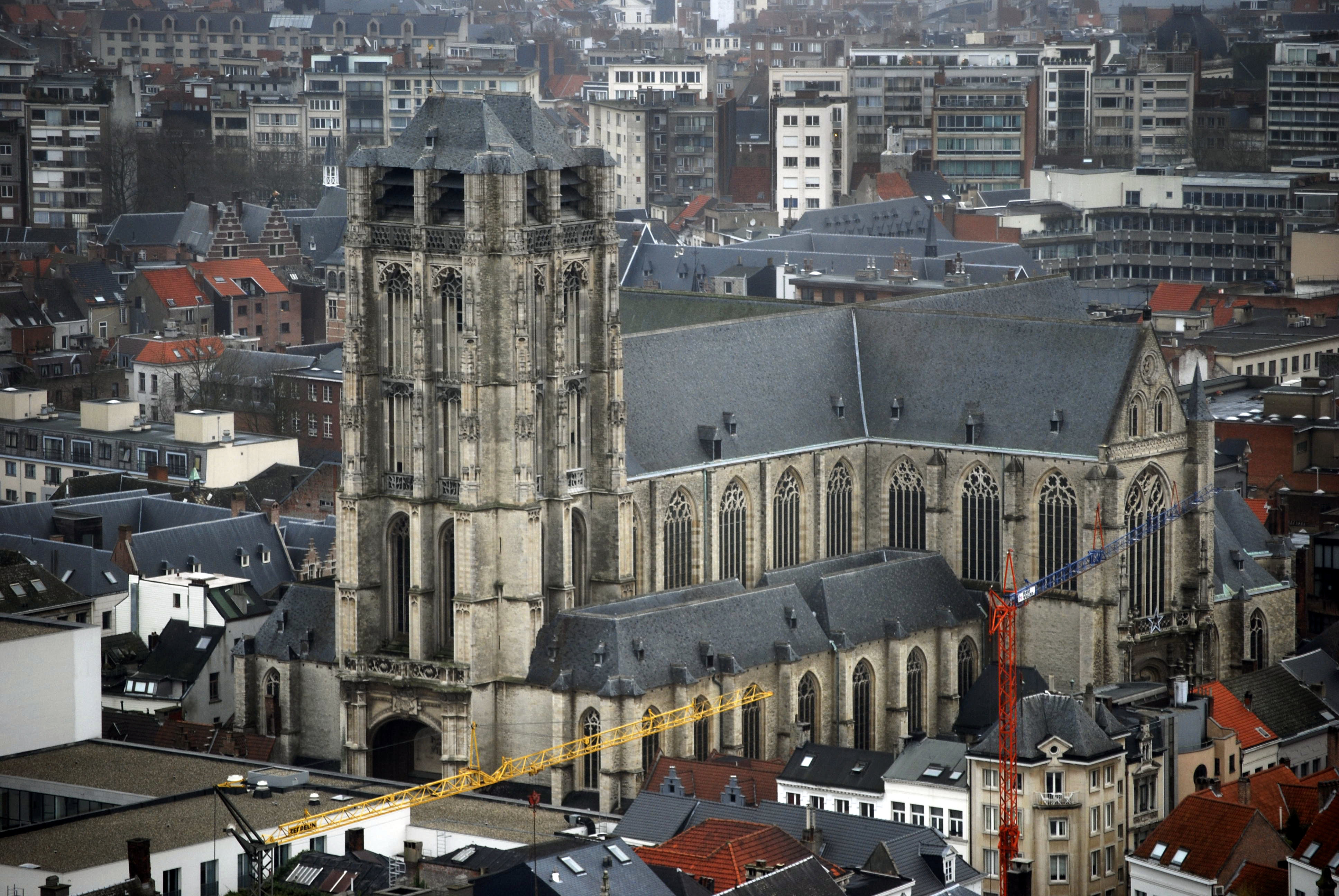
De Sint-Jacobskerk

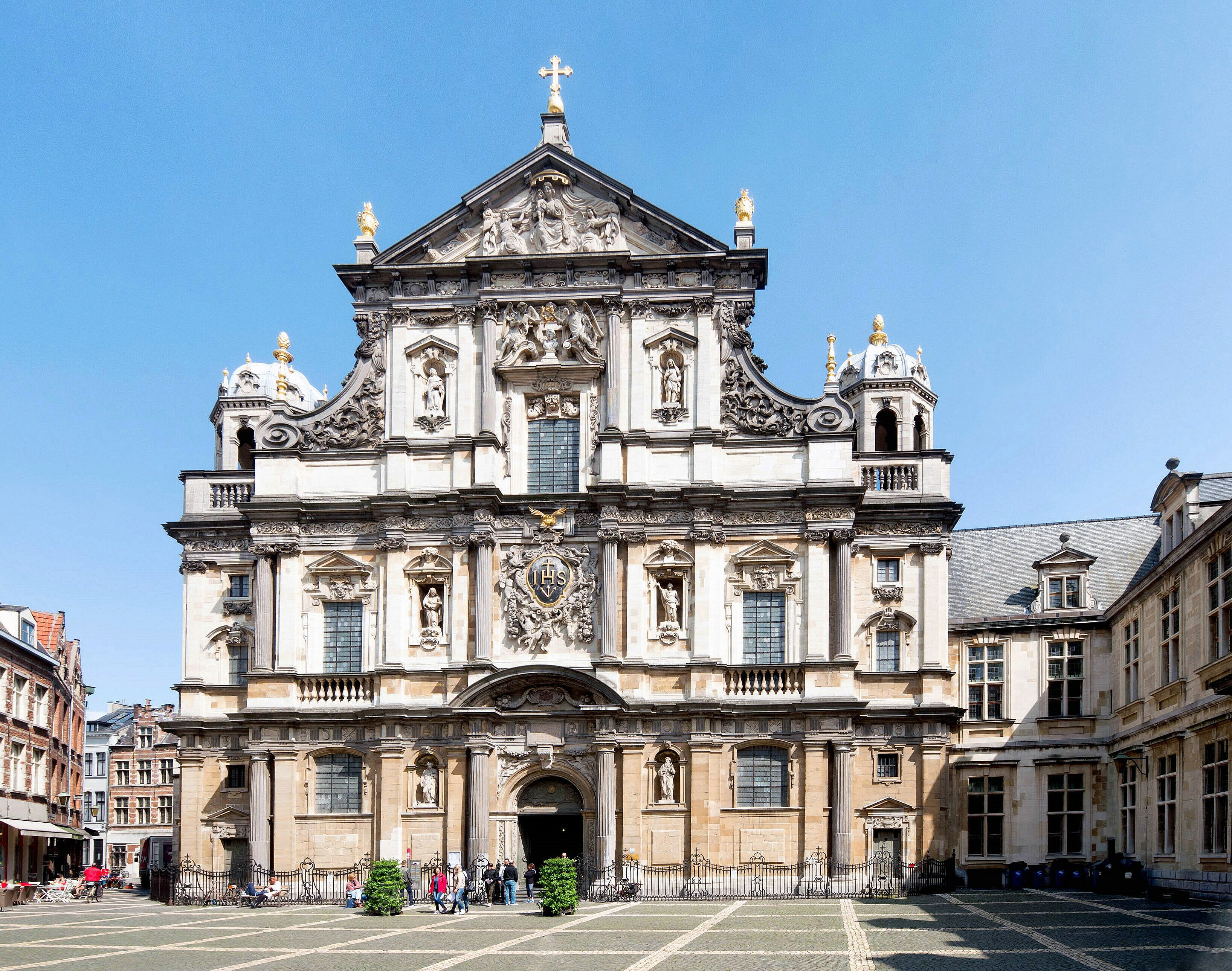
De St.-Carolus Borromeuskerk

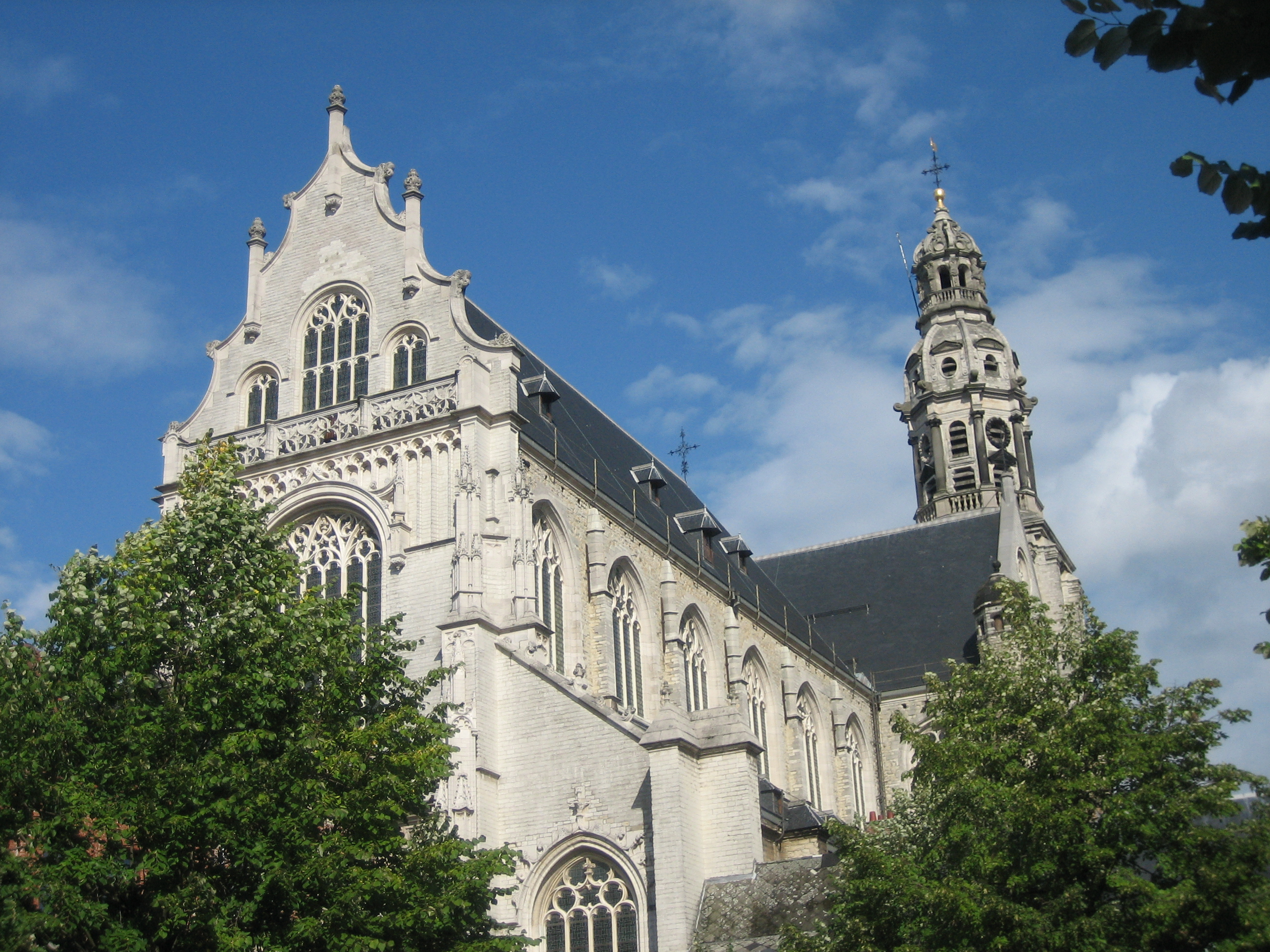
De Sint-Pauluskerk

- Sint-Andrieskerk (parochiekerk, maar voor de reformatie kloosterkerk van de augustijnen), met een museum in de schatkamer.
- Sint-Jacobskerk (parochiekerk)
- Sint-Carolus Borromeuskerk (kloosterkerk van de jezuïeten)
- Sint-Pauluskerk (kloosterkerk van de dominicanen, later parochiekerk in opvolging van de afgebroken Sint-Walburgis- of burchtkerk)
- Sint-Joriskerk (parochiekerk): de oorspronkelijke Sint-Joriskerk werd gesloopt ten tijde van de Franse Revolutie. Vanaf de herbouw in de negentiende eeuw is sprake van een neogotisch gebouw. Ook van het oorspronkelijke meubilair bleef niet veel bewaard. De oude biechtstoel kwam terecht in de kerk van Vilvoorde. Het interieur is negentiende-eeuws en bestaat vooral uit houtsnijwerk. Verder biedt deze kerk onderdak aan het ebbenhouten beeld de Onze Lieve Vrouw van het Kasteel die afkomstig is uit de voormalige citadel van Antwerpen.
- Sint-Antoniuskerk (parochiekerk): deze negentiende-eeuwse neogotische kerk op de Paardenmarkt werd opgetrokken op de plaats van de voormalige kapel van het Kapucijnenklooster. Ze bevat nog enkele oude kunstwerken van de voormalige kloosterkerk. Ook de berg van Calvarie van het oude kapucijnenklooster op de binnenplaats bleef bewaard. De kapucijnen verhuisden naar de Ossenmarkt. Het nieuwe gebouw op de Ossenmarkt valt op door het Sint-Fransiscusbeeld dat boven de deur hangt.
- Sint-Bonifaciuskerk: Anglicaanse Kerk en hoofdzetel van het aartsdekenaat Noordwest-Europa.
- Begijnhof en kerk (hof en kerk van de begijnen): het Antwerpse begijnhof bestaat uit allemaal kleine huisjes georiënteerd rond een binnenplein.
- Apostelinnenklooster: de apostelinnen bewoonden in de zeventiende eeuw dit gebouw op de Paardenmarkt, gelegen ter hoogte van het knechtjeshuis. Het is opgetrokken in een kloosterstijl. De benedenverdieping is verbouwd tot winkelpand.
- Falcontinnenklooster: het klooster werd afgebroken ten tijde van de Franse Revolutie. Van het oorspronkelijke klooster bleef alleen de Falconpoort bewaard. De falcontinnen gaven hun naam aan het Falconplein en de Falconrui.
- Zwartzusterklooster: de Zwarte Zusters van Antwerpen zijn al sinds de veertiende eeuw in Antwerpen aanwezig en zijn afkomstig uit Duitsland. Ze kregen dit pand in de Zwartzusterstraat toegewezen door een van de Duitse kooplui in Antwerpen.
- Witzusterklooster: het klooster van de Witte Zusters is gelegen in de Kammenstraat en is een van de oudere kloosters in Antwerpen. Het klooster is ongeveer gelegen ter hoogte van het Augustijnenklooster. Aan de straatzijde wordt het gekenmerkt door twee smalle trapgevelhuizen met in het midden een berg van Calvarie.
- Karmelitessenklooster: het klooster is gelegen aan de Rosier. Het is een vrij groot gebouw dat bijna heel de Rosier siert. De karmelitessen waren een van de weinige orden die hun oude klooster terug in gebruik konden nemen na de Franse Revolutie. De kerk werd echter wel gebruikt als parochiekerk ter vervanging van Sint-Joris, en ook als onderdak voor de Onze-Lieve-Vrouw van het kasteel alvorens zij werd overgebracht naar de nieuwe Sint-Joriskerk.
- Pieter Potklooster: van het klooster bleef alleen het kapelletje bewaard. Het is een vrij oude en opvallende gevel op de hoek van de Grote en de Kleine Pieterpotstraat.
- Refuge van de abdij van Tongerlo (norbertijnen): de voormalige refuge van de abdij van Tongerlo is gelegen in de Lange Gasthuisstraat en maakt deel uit van de panden van het OCMW.
- Refuge van de Sint-Michielsabdij van Antwerpen (norbertijnen): deze is gelegen in de Blauwmoezelstraat tegenover de kathedraal. Ze zou wellicht dateren uit de dertiende eeuw, toen de norbertijnen hier een pand oprichtten. Dit pand werd echter vernietigd ten tijde van de Spaanse Furie, waardoor het nieuwe en huidige pand grotendeels zestiende-eeuws is, met uitzondering van de kelders. De norbertijnenabdij van Antwerpen stond oorspronkelijk in de Kloosterstraat, maar ging verloren in de Franse en de Belgische Revolutie. De orde speelde een belangrijke rol voor de misviering in de Onze-Lieve-Vrouwekerk van Antwerpen. De abdij had een illuster verleden en functioneerde door de eeuwen heen als verblijfplaats voor vele belangrijke vorsten. Vanuit deze abdij werden ook de abdijen van Averbode, Middelburg en Tongerlo gesticht. Enkel de refuge en het hoofdaltaarstuk Aanbidding der koningen in het museum voor Schone Kunsten herinneren nog aan de Sint-Michielsabdij. De refuge is het hotel "Postiljon" geworden. De norbertijnen verlieten Antwerpen en gingen wonen in de abdijen van hun dochterstichtingen, namelijk Averbode en Tongerlo. Ook de naam van de Kloosterstraat, de Sint-Michielskaai en de nieuwe Sint-Michielskerk op het Zuid herinneren allemaal aan de abdij van Sint-Michiels van Antwerpen. Buiten de stad bezaten zij het hof van Beerschot, waaraan de voetbalclub haar naam ontleende, en bepaalden ze onder meer het interieur van de Sint-Fredeganuskerk van Deurne, waarvan een groot deel afkomstig is uit de Sint-Michielsabdij. Het interieur aan de vooravond van de Franse Revolutie raakte echter verspreid en het kader van het hoofdaltaar kwam terecht in de Sint-Trudokerk van Zundert.

#### Kloosters en kloosterkerken met herbestemming
- Brabantsche Olijfberg (annunciaden): dit klooster sloot omwille van de hervormingen door Jozef II. De kerk werd vervolgens gebruikt als paardenstal en militaire bakkerij. De toren stortte in ten tijde van de Franse bezetting. De kerk bezit een klokkenhuis met daarin de klok van de citadelkerk van het voormalige Zuidkasteel. Sinds 1821 wordt de kerk gebruikt als protestantse kerk.
- Koninklijke Academie voor Schone Kunsten (franciscanen): dit minderbroedersklooster ging dicht ten tijde van de Franse bezetting en werd tijdens die bezetting eerst ingericht als opslag- en selectieruimte voor roofkunst richting Frankrijk en later als academie voor schone kunsten. De religieuze elementen werden verwijderd, maar de gravure in de witte toegangspoort maakt het mogelijk het verleden en het heden met elkaar te confronteren. Het is nog altijd de academie van schone kunsten van Antwerpen. De franciscanen verhuisden later naar hun nieuwe pand aan de Oever.
- Amuz - Augustinus muziekcentrum (augustijnen): de augustijnen herinstalleerden zich na hun verdrijving uit het afgebroken Sint-Andriesklooster (met zijn als parochiekerk bewaard gebleven Sint-Andrieskerk) tijdens de contrareformatie in de Everdijstraat een goede 400 jaar geleden. In 70 jaar groeide de gemeenschap zodanig dat het klooster het gehele gebied tussen de Kammenstraat, de Everdijstraat en de Oudaan innam. De Sint-Augustinuskerk is een concertzaal geworden. Naast de kerk is er ook nog de oude kapittelzaal van het klooster als winterkapel bewaard met neo-Byzantijnse muurschilderingen.
- Kartuizerklooster: dit klooster is gevestigd in de Sint-Rochusstaat en werd tot de Franse Revolutie door de kartuizers bewoond. Na de Franse Revolutie kwam het klooster in handen van de zusters kapucinessen. Uiteindelijk werd het gebouw in dienst genomen door het Tropisch Instituut voor geneeskunde.

#### Gasthuizen en godshuizen
- Sint-Elisabethgasthuis: het oudste hospitaal van de stad Antwerpen situeerde zich begin dertiende eeuw dicht bij de Onze-Lieve-Vrouwekathedraal. Wegens plaatsgebrek werd in 1238 een nieuw gasthuis opgericht op het terrein Ter Elst dat aan de gasthuisbroeders en -zusters werd geschonken door het stadsbestuur. De gasthuisbroeders en -zusters namen de regel van Augustinus aan. Het gasthuis zelf dankt haar naam aan de in de in 1207 geboren koningsdochter van Hongarije, die na de dood van haar echtgenoot haar leven wijdde aan de verzorging van armen en zieken. Het gasthuis bestond tot de Franse Revolutie. Toen werden de zusters uit het gasthuis verdreven en verloren ze hun bezittingen. Onder Willem I zouden in 1824 de zusters terugkeren naar het gasthuis om hun taak te hervatten, maar ze waren geen eigenaar meer van de gronden. Er werd een nieuw complex opgericht achter de oude zalen waar nu het Sint-Elisabethgasthuis nog steeds als ziekenhuis actief is. De oude gebouwen en ziekenzalen, met een keuken met verschillende azulejategeltjes, werden sinds 1989 verbouwd. Enkele ziekenhuiszalen werden omgebouwd tot congres- en feestzalen annex hotel. Het complex is in handen van het OCMW van de stad Antwerpen. Het is vaak te bezichtigen op de Open Monumentendagen. De kapel is toegankelijk op afspraak. Het complex is hernoemd in Elzenveld, naar de benaming die het grondgebied had in 1207, toen het aan de armenzorg werd geschonken.
- Sint-Julianusgasthuis: gesticht in 1305 door Ida van Wijneghem en kanunnik Jan Tuclant. Het Sint-Julianusgasthuis gaf arme vreemdelingen op doorreis in Antwerpen gedurende drie nachten onderdak en was het eerste nachtverblijf in de stad. Het Sint-Julianusgasthuis is vooral bekend door de jaarlijkse organisatie van het laatste avondmaal op Witte Donderdag. De kapel en de gebouwen worden momenteel verhuurd aan de kunstgalerie De Zwarte Panter. Sinds de zomer van 2012 kunnen pelgrims naar Santiago de Compostela hier gratis overnachten.
- Sint-Nicolaasgodshuis, ook wel de huidige Sint-Nicolaasplaats: een kleine plaats in Antwerpen omgeven door enkele oude huizen en een kapelletje, met in het midden een beeld van de heilige Nicolaas van Myra, de patroonheilige van de meerseniers. Dit godshuis werd opgericht in 1386 door de ambachtslieden van de meerseniers om verarmde leden van hun ambacht in op te vangen. Het pleintje fungeert als een soort cultureel centrum waar verschillende theatergezelschappen, waaronder de Violieren, een van de aloude rederijkerskamers van de stad Antwerpen, hun vaste stek hebben.
- Sint-Annagodshuis in de Korte Nieuwstraat: in 1400 gesticht door Elisabeth, weduwe van Jan Hays en Boudewijn de Riddere, als verblijfplaats voor zes arme oude vrouwen. Men bereikt het godshuis via een lange gang vlak naast de kapel en komt zo uit op een langwerpige binnenkoer. Het godshuis biedt ruimte aan een restaurant.
- Sint-Barbaragodshuis: werd gesticht in 1489 door kerkmeester Nicolas Boot. Acht oude behoeftige vrouwen kregen er onderdak onder provisie van de begaarden en cellebroeders. In 1504 werd er een kapel gebouwd en het hele complex werd in 1506 toegewijd aan de heilige Barbara. Het godshuis maakt deel uit van de Damesschool van Antwerpen en is niet altijd open voor het publiek. Het bestaat uit een kleine binnenkoer met enkele kleine witte huisjes en een klein kapelletje. De Damesschool zelf is opgebouwd uit verschillende delen uit verschillende eeuwen. Een deel daarvan is het oude hotel van Du Bois Vroylade uit de achttiende eeuw, met onder meer een paardenstal. De school bezit tevens een keldertje dat versierd is met Delftse tegels. Daardoor is de school vaak open op de Open Monumentendag en jaarlijks op de opendeurdag.
- Godshuis Somers: in de Wolstraat
- Godshuis Lantschot: aan de Falconrui
- Godshuis Jan Van der Biest: aan de Falconrui

### Handelserfgoed
Naast het rijke religieuze verleden kende Antwerpen in de zestiende eeuw ook een periode van economische bloei. De stad was tevens een van de eerste havens waar de handelsschepen uit de Nieuwe Wereld toekwamen. Ook wordt de beurs van Antwerpen de moeder van alle beurzen genoemd, daar het bouwplan van de Antwerpse beurs later navolging kreeg in Amsterdam, Londen en Rijsel.
Antwerpen vormde een belangrijke handelsstad in het noorden, waar rijke kooplieden, zoals Fuggers uit Augsburg en Gresham, de stichter van de Londense beurs, resideerden. Ook wilde men dat het economische uitstraalde in de cultuur, wat vorm kreeg via triomfbogen, die verwezen naar de rijkdom van de stad, en de bouw van het bombastische stadhuis.
Hierna volgt een korte lijst van markante gebouwen:
- Engelse Handelsnatie: kreeg midden de zestiende eeuw door het stadsbestuur het Hof van Liere toegewezen als verblijfplaats. Het is een imposant gebouw dat bestaat uit drie tuinen. Ook de gebouwen van het voormalige stadsarchief van Antwerpen, in de Venusstraat, waren pakhuizen van de Engelse Handelsnatie. Na de val van Antwerpen werd het Hof van Liere gebruikt als college van de jezuïeten, die ook een internaat hadden in de Lange Brilstraat voor de Ierse studenten aan het college. Het Hof Van Liere is in handen van de universiteit van Antwerpen.
- Portugese Handelsnatie, in Kipdorp: doet dienst als de brandweerkazerne van de stad.
- Handelsbeurs, in de Borzestraat: was oorspronkelijk de 'moeder van alle beurzen' en bestaat uit een binnenplein met daarrond een zuilengalerij. De Handelsbeurs brandde door de eeuwen heen meermaals volledig af (zoals in 1583 en 1858) om telkens opnieuw uit zijn as te herrijzen., waardoor van de oude handelsbeurs enkel de oude toren overblijft. De nieuwe handelsbeurs dateert uit de negentiende eeuw en werd in dezelfde eeuw ook overkoepeld; het is een voorbeeld van oude in combinatie met moderne techniek. Vele kooplieden vestigden zich rondom de handelsbeurs. Zo zijn er veel koopmanswoningen in de universiteitsbuurt, waar ook de Portugese en Engelse natie gevestigd waren. Zeker vermeldenswaardig is huis Sint-Franciscus in de Lange Nieuwstraat, dat in de zestiende eeuw bewoond werd door Gresham, de latere stichter van de Londense beurs.
- Schippersbeurs Tegen de Handelsbeurs is ook de schippersbeurs aangebouwd dat zowel van de Lange Nieuwstraat als vanuit de Handelsbeurs bereikbaar is.
- Huis de Draeck, in de Mutsaartstraat: vormde een geheel met Raapstraat nr 6. Dit huis was een suikerraffinaderij van de Italiaanse koopman Giovanni Balbini.
- Voormalig koninklijk Paleis op de Meir en de hoek van de Wapper.
- Oude Beurs: vóór dat de handelsbeurs buiten de stadsmuren werd opgericht was er een andere beurs. De Oude Beurs ligt tussen de Hofstraat, de straat Oude Beurs, de Lange Koepoortstraat en de Zirkstraat. Het is opgebouwd uit verschillende afzonderlijke gebouwen die oorspronkelijk via gangen met elkaar verbonden waren. Het bestaat uit huis Den Rhyn, dat uit een klein binnenplein met pagaddertoren bestaat. Huis Den Rhyn is in privéhanden. Het was oorspronkelijk verbonden met de Zilversmidgang, waar de ingang was aan de Lange Koepoortstraat. Het huis van de zilversmeden is niet zichtbaar voor het publiek, daar het achter de poort ligt.
- Mercator-Orteliushuis in de Kloosterstraat.
- Vleeshuis: was het voormalige gebouw van de beenhouwers van Antwerpen en was vroeger een soort markt voor vleeswaren. Het vleeshuis doet dienst als museum.
- Brouwershuis: was het huis van de brouwers en is gevestigd in het noorden van de stad, aan de Adriaan Brouwerstraat. Het was het gildehuis van de Brouwers en werd in haar oorspronkelijke vorm bewaard als museum.
- Den Wolsack, aan de Oude Beurs 27, neoclassicistisch pand met een boekentoilet en een Hofkamer uit 1772 (plafondschildering op doek 'de goden van de Olympus' (Vlaamse Meesters in Situ)).

### Musea
- Stedelijke musea
  - Hessenhuis
  - Letterenhuis
  - Maagdenhuis
  - Museum aan de Stroom (MAS)
  - Museum Fritz Mayer van den Bergh
  - Museum Vleeshuis
  - Middelheimmuseum (openluchtmuseum met beeldenpark)
  - Museum Plantin-Moretus (met Stedelijk Prentenkabinet)
  - Rubenshuis
  - Red Star Line Museum
- Museumstichting
  - Fotomuseum Antwerpen
  - ModeMuseum Antwerpen (MoMu)
  - DIVA
- Vlaams museum
  - Koninklijk Museum voor Schone Kunsten Antwerpen (KMSKA)
- Private musea
  - Keizerskapel in de Keizerstraat
  - Eugeen Van Mieghemmuseum
  - Museum van Hedendaagse Kunst Antwerpen (MUHKA)
  - Museum De Reede
  - Snijders&Rockoxhuis
  - Vlaams Tram- en Autobusmuseum (VlaTAM)

### Straten en pleinen

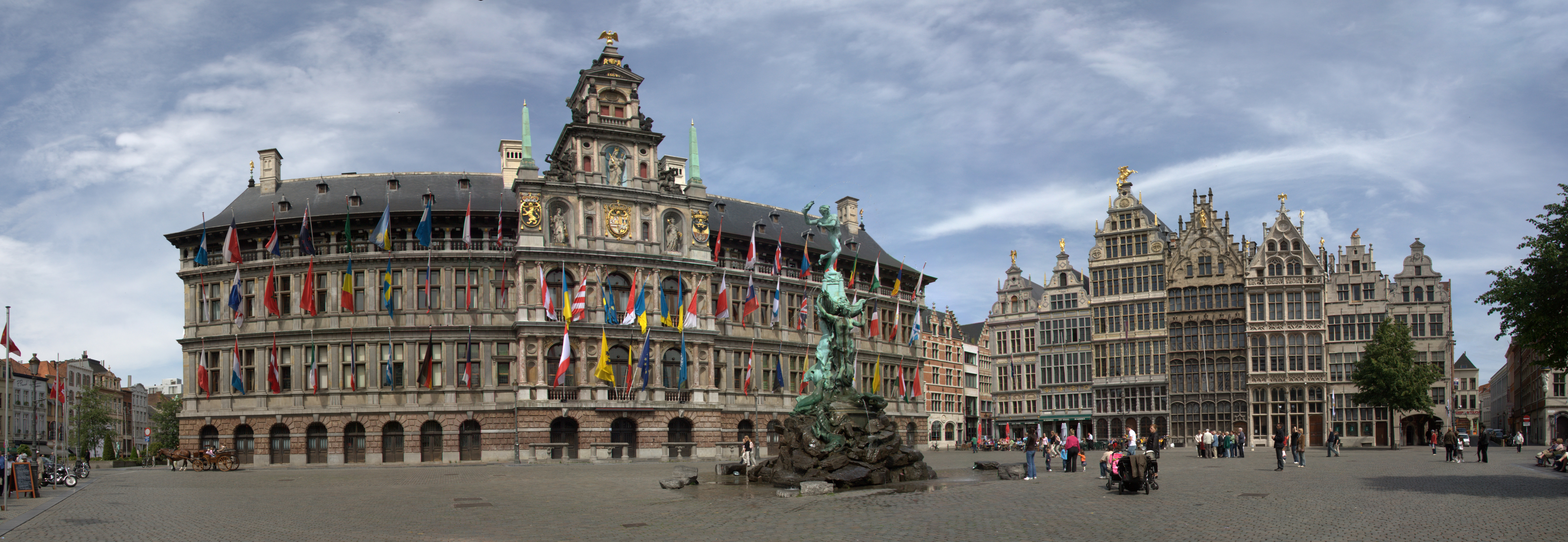
De Grote Markt met het stadhuis en het standbeeld van Brabo

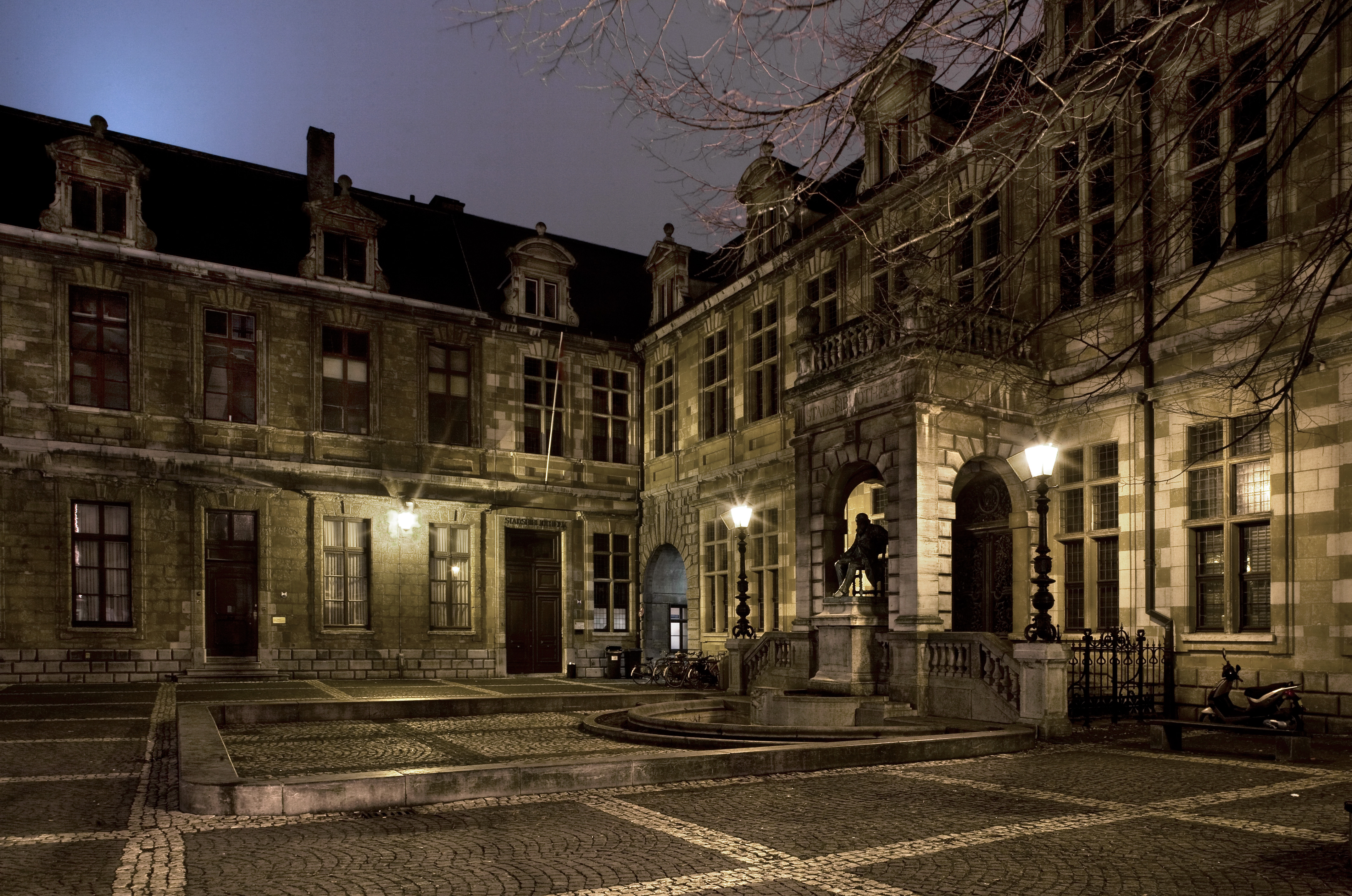
Het Hendrik Conscienceplein

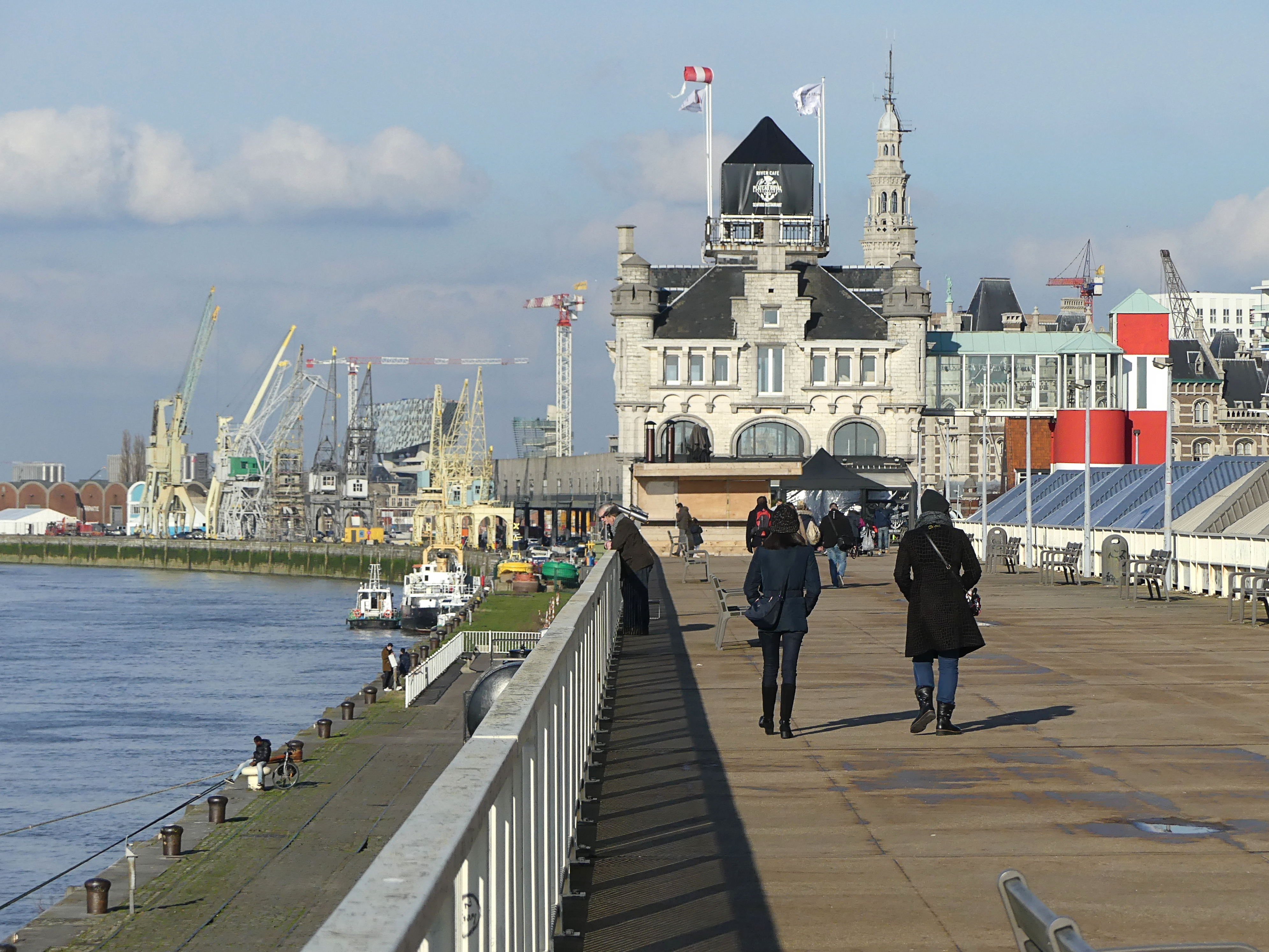
Antwerpen Noorderterras met promenade langs de Schelde

- De Grote Markt, met het stadhuis, verscheidene gildehuizen en de Brabofontein
- De Meir, een winkel-wandelstraat die de oude stad met het station verbindt
- De Cogels-Osylei en andere straten met art deco en jugendstil
- Het Hendrik Conscienceplein
- De Groenplaats, plein in het stadscentrum met standbeeld van P.P. Rubens
- Het Theaterplein met een overdekt gedeelte voor Openbare markten.
- De Van Wesenbekestraat, het centrum van de Chinese gemeenschap in Antwerpen
- De Scheldekaaien
- Het Marnixplein vernoemd naar Marnix van Sint-Aldegonde met monument "Schelde Vrij".
- De Vrijdagmarkt, plein in het stadscentrum met daaraan gelegen het Museum Plantin-Moretus
- De Nationalestraat, winkelstraat die het Zuid verbindt met het stadscentrum

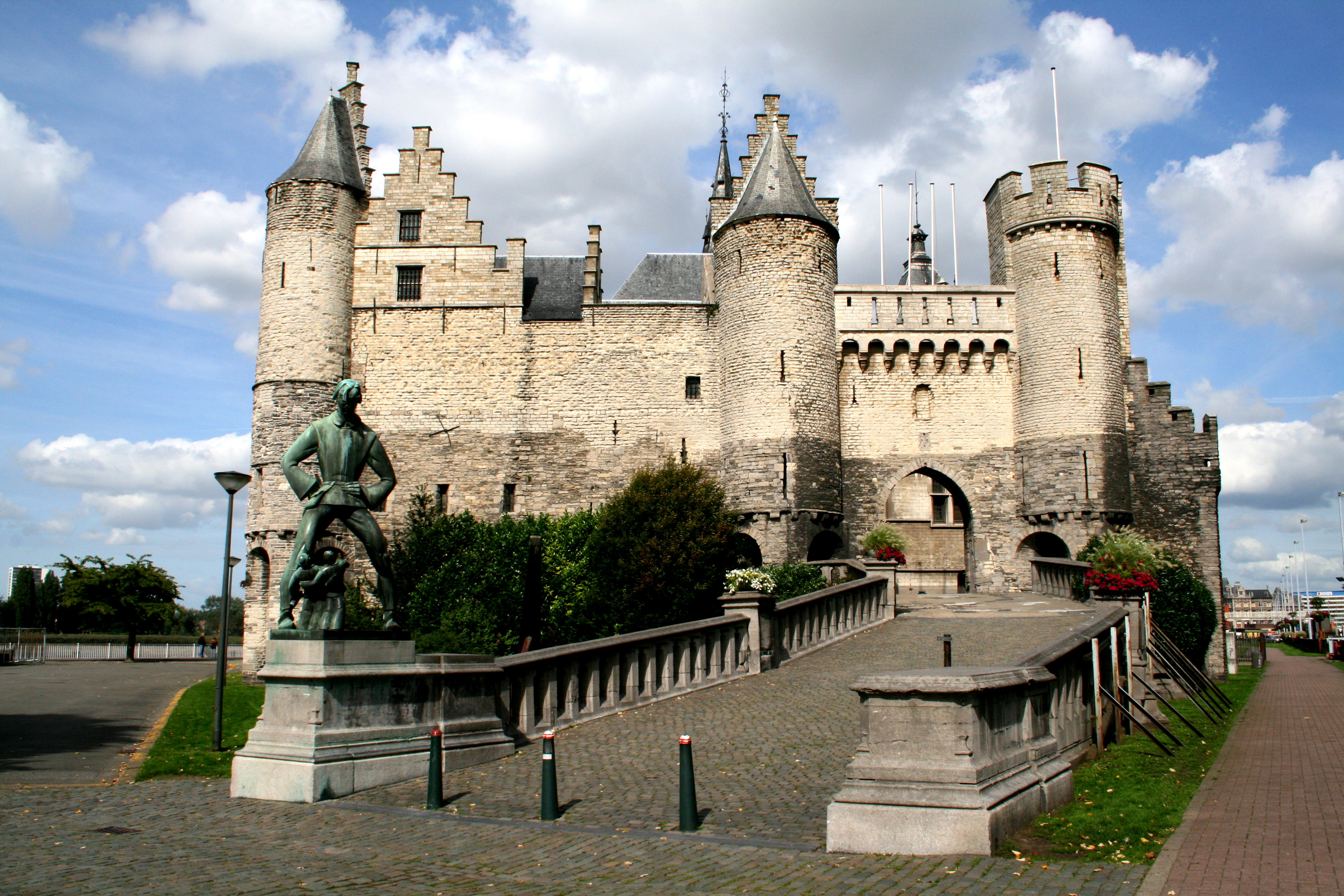
Het Steen

### Andere gebouwen
- Het Steen, een voormalige ringwalburg
- Erfgoedbibliotheek Hendrik Conscience, de bewaarbibliotheek van de stad Antwerpen
- Centraal Station, het grootste station van de stad
- Gerechtsgebouw Antwerpen, een gerechtsgebouw gelegen in het zuiden van de stad aan de Bolivarplaats
- Boerentoren, de eerste wolkenkrabber op het Europese vasteland
- Havenhuis van Zaha Hadid
- Designcenter de Winkelhaak, winnaar van twee "Belgian Building Awards" in 2003

### Parken
- Brialmontpark
  - Brilschanspark
  - Leeuwerikpark
  - Villegaspark
  - Wolvenberg
- Boekenbergpark
- Kielpark
- Koning Albertpark
- Nachtegalenpark
  - Den Brandpark
  - Hof ter Schrieck
  - Middelheimpark
  - Vogelzangpark
- Park aan de Stroom
- Park Spoor Noord
- Plantentuin
- Rivierenhof
- Stadspark
- Steytelinck
- Te Boelaerpark
- Valaarhof
- Veltwijckpark

### Andere bezienswaardigheden
- Extra City, centrum voor hedendaagse kunst te Antwerpen.
- Tankmonument
- Plopsa Station Antwerp, indoorpretpark
- In de deelgemeente Berchem staat een monumentale rode beuk (Fagus sylvatica 'Atropunicea') met een huidige omtrek van circa vijf meter voor de decanale Sint-Willibrorduskerk. Het zou gaan om een vrijheidsboom uit 1830 of 1789 die in de voortuin van de dekenij stond. In de boom hangt ook een houten Mariakapelletje. De boom is beschermd als cultuurhistorisch landschap.[20]
- Op de Grote Markt staat een jonge linde als vredesboom. Deze werd geplant in 1994 naar aanleiding van de 50ste verjaardag van de bevrijding van Antwerpen.[21]

## Cultuur

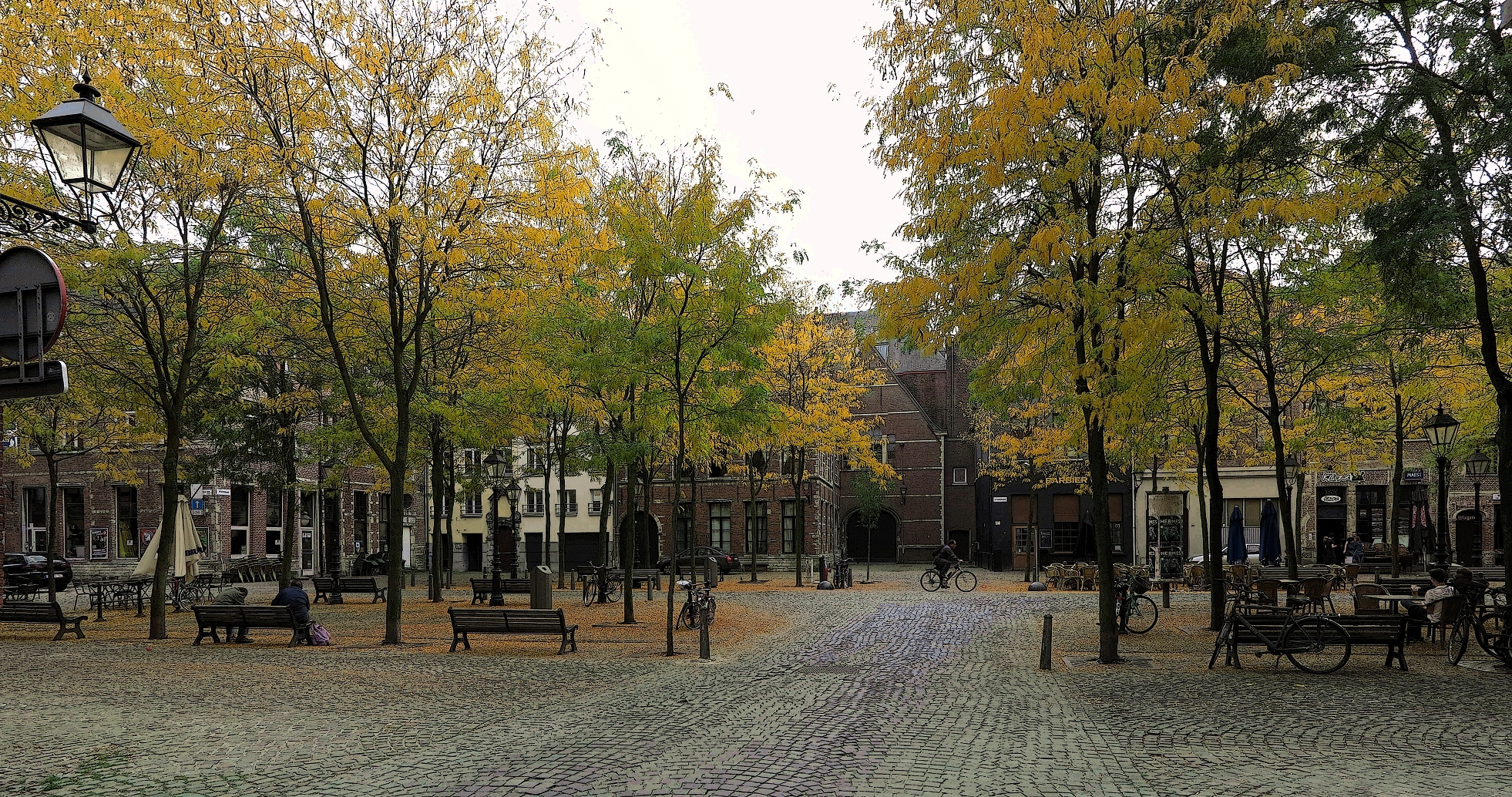
Stadswaag

### Uitgaansleven
Het uitgaansleven in Antwerpen biedt veel afwisseling. Er zijn veel cafés te vinden, zoals in het toeristisch hart rond Groenplaats en Grote Markt, maar ook op het Zuid en het Eilandje, en in de Antwerpse studentenbuurt rond Ossenmarkt en Stadswaag. In het verleden speelde dans- en concertzaal Apollon (het latere cinema Forum) een belangrijke rol in het culturele leven van de Antwerpenaren.
Ook voor holebi's bood Antwerpen populaire uitgaansgelegenheden. Deze waren sinds de jaren zeventig geconcentreerd in de Van Schoonhovenstraat, later lagen ze meer verspreid, met onder meer de homodiscotheek Red & Blue en het jaarlijkse festival Navigaytion.
Als havenstad heeft Antwerpen dicht bij de haven ook een prostitutiewijk gekend voor de zeelieden. Sinds 2005 is er in dit Schipperskwartier een erotisch centrum onder de naam Villa Tinto. In 2023 kwamen er ruim 900.000 bezoekers voor de prostitutie naar deze buurt.

### Evenementen
- De Sinksenfoor is een jaarlijks terugkerende kermis die tot en met 2014 op de gedempte Zuiderdokken plaatsvond en sinds 2015 op het Park Spoor Oost georganiseerd wordt. Met ruim 150 attracties behoort de Sinksenfoor tot de grootste Belgische kermissen. De kermis ontleent zijn naam aan het Sinksenfeest, beter bekend als Pinksteren – traditioneel de eerste dag van de foor, en staat zes weken opgesteld.
- De Antwerp Pride: tweede weekend van augustus, met diverse feesten en activiteiten voor de lgbt+-gemeenschap.
- De Rubensmarkt: telkens op 15 augustus, met marktkramers in zeventiende-eeuwse klederdracht zoals in de tijd van P.P. Rubens.
- De Kerstmarkt: jaarlijks tijdens de eindejaarsperiode (na Sinterklaas tot begin januari) op de Groenplaats, Handschoenmarkt, Suikerrui, Grote Markt en het Steenplein.
- Elke zomer wordt gedurende de twee zomermaanden de Zomer van Antwerpen georganiseerd, met theater, muziek en dans, circus en film.
- Tijdens de wintermaanden wordt de Winter in Antwerpen georganiseerd,[24] met een kerstmarkt, schaatsbaan, kermis en tal van randactiviteiten.
- In Antwerpen gaan jaarlijks meerdere muziekfestivals door, waaronder Laundry Day, Jazz Middelheim, Linkerwoofer, Reverze, twintig achttien en het Summerfestival.
- In Antwerp Expo worden regelmatig evenementen georganiseerd.

#### Internationale uitverkiezingen
Antwerpen vervulde in 1993, als negende Europese stad, de rol van Culturele hoofdstad van Europa.

### Muziek
Antwerpen telt tal van muzikanten onder haar (voormalige) inwoners, maar ook over de stad zelf werden tal van nummers gecomponeerd. Veruit het bekendste nummer over de stad is ongetwijfeld De lichtjes van de Schelde van Bobbejaan Schoepen (1952). Het nummer werd onder meer gecoverd door Louis Neefs (1966), Jacques Raymond (1983), Wannes Van de Velde & Hans De Booij (1992), Will Tura (1977 en 2007), Jo Vally (1996), Daan (2008) en Katastroof (2011). Ook De Strangers vermeldden "De lichtjes van de Schelde" in hun ode Antwârpe (1975).
Andere bekende nummers over de stad zijn Oh Lieve Vrouwe Toren van La Esterella (1953), Antwerp van Mad Curry (1970), Ik Wil deze Nacht in de Straten Verdwalen van Wannes van de Velde (1973) en Den Antwerp wordt Kampioen van Stafke Fabri (1988). Voorts zijn noemenswaardig: Nieuw Lied van de Antwerpse Urbanisatie van Wannes Van de Velde (1967), Come Back to Antwerp van Jean Lou (1969), Antwerpen, Wat Hedde Gij Toch Misdaan van Tony Bell (1974), Ik Liet m'n Hart in mijn Antwerpen van Stafke Fabri (1986), Antwerpen op Zaterdagnacht van Ed Kooyman & Herman Van Haeren (1990), Antwerpen van Della Bosiers (1993), Den Antwerpschen Omganck van 't Kliekske (1999), Antwerpen Vandaag en Morgen van Mauro (2004), Adieu Antwerpen van Kadril (2009), Antwerps Testament van Tourist LeMC (2010) en Antwerpen van Eva De Roovere (2011).
In 2010 lanceerde de regionale tv-zender ATV een oproep waarbij 'het langste lied van't stad' werd geschreven. Het lied telde 23 strofen, waaraan verschillende bekende Antwerpenaren waaronder Axl Peleman, Els De Schepper, Jelle Cleymans, Mira en Jenne Decleir meewerkten.
Antwerpen telt ook diverse concertzalen, zoals de Stadsschouwburg, de Bourlaschouwburg, de Vlaamse Opera, de Arenbergschouwburg en de Koningin Elisabethzaal. Grote (pop)optredens worden veelal in het Sportpaleis of in de Lotto Arena gehouden. Deze evenementenhallen bevinden zich in Merksem. Daarnaast zijn er nog andere bekende podia: De Roma en Trix, die zich allebei in Borgerhout bevinden.

### Media
- ATV, de regionale televisiezender in en rond Antwerpen;
- Gazet van Antwerpen, een Vlaamse landelijke krant, gegroeid vanuit Antwerpen, met regionale edities waaronder drie stadsedities. Inhoudelijk ligt de nadruk echter voor een groot gedeelte op de provincie Antwerpen en het Waasland.
- De stad telt diverse lokale radiozenders, Radio Minerva is volgens CIM-metingen de populairste. Radio Centraal werd al in 1980 opgericht en is daarmee de oudste, nog onder de oorspronkelijke naam werkende zender. Een andere lokale zender is bijvoorbeeld CROOZE.fm.

## Economie

### Haven
In 2018 verwerkte de haven van Antwerpen 235.2 miljoen ton aan goederen en was hiermee na Rotterdam de grootste haven van Europa en de 17e van de wereld. In hetzelfde jaar werden 11,1 miljoen TEU's overgeslagen. De haven heeft een belangrijke positie in Europa voor het behandelen van staal, fruit, bosproducten, koffie en tabak. Jaarlijks doen circa 14.600 zee- en 57.000 binnenschepen de haven aan. Daarnaast bezit Antwerpen het op een na grootste petrochemische complex ter wereld.
Antwerpen maakt ook deel uit van het Economisch Netwerk Albertkanaal.

### Diamant
De stad is ook het hart van de wereldwijde diamantindustrie, zowel op het gebied van handel als van slijpen.

### Winkelstraten

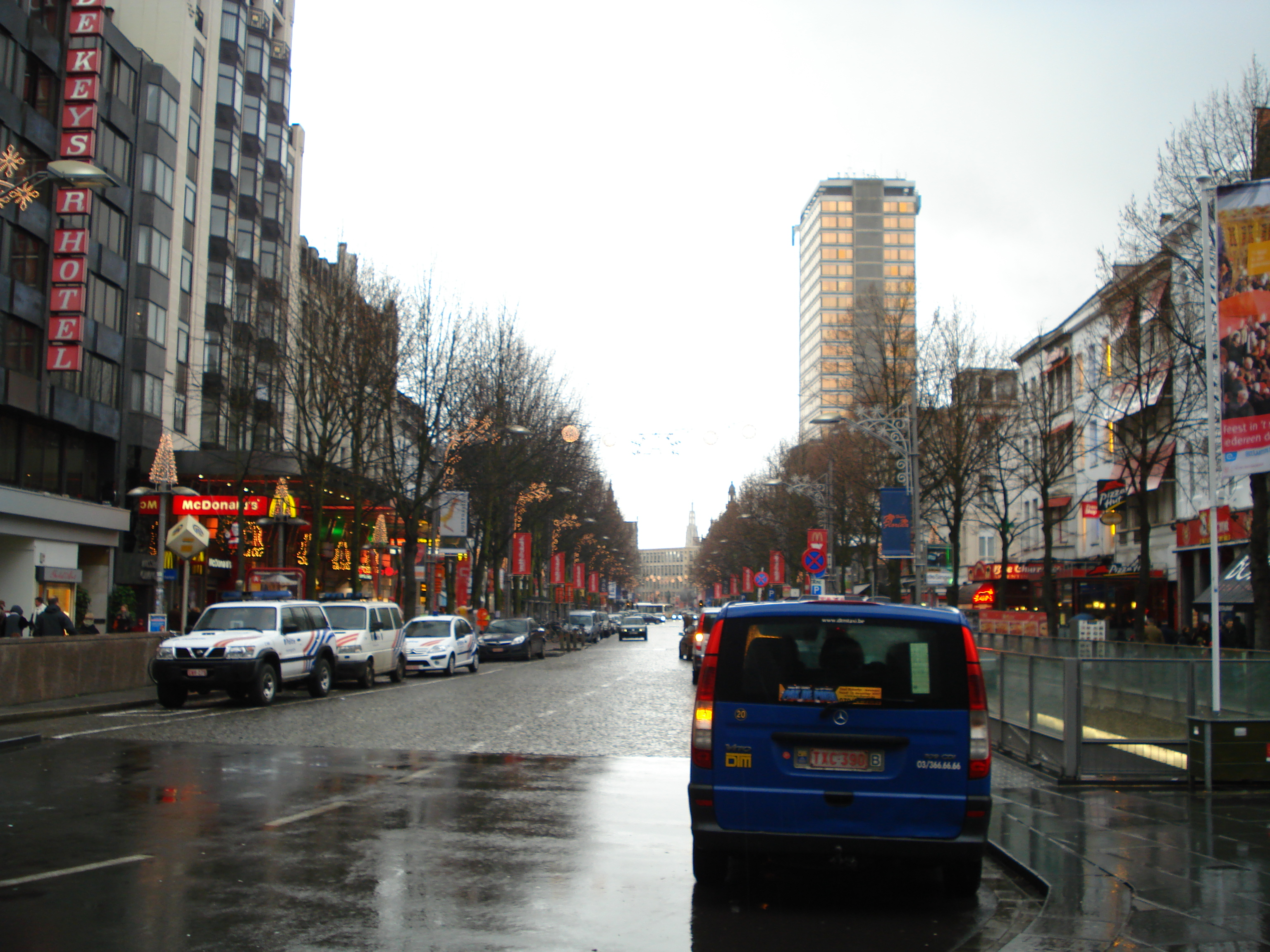
Op de De Keyserlei in 2007

Antwerpen telt diverse winkelstraten en -centra.
- De Meir is een van de grootste winkelstraten van België, waar voornamelijk internationale ketens zijn gevestigd. Deze straat loopt van de Teniersplaats tot de Huidevettersstraat. Ook de weg naar de Congoboot liep hier langs.
- De Wilde Zee is een winkelgebied in de buurt van de Meir en de Huidevettersstraat. Het is ingericht als voetgangersgebied.[30]
- De Stadsfeestzaal, gelegen aan de Meir, is het recentste winkelcentrum van de stad. De zaal dateert uit 1908, maar brandde in 2000 bijna helemaal af. Op 25 oktober 2007 opende het gerenoveerde gebouw opnieuw zijn deuren als winkelcentrum. Er zijn enkele exclusieve winkels terug te vinden, zo is er de eerste Tommy Hilfiger Tailor Made ter wereld. Ook zijn er verschillende eetgelegenheden en een 'zwevende' champagnebar. Bovendien heeft de Stadsfeestzaal nu ook een nieuwe toegang aan het Hopland.
- De De Keyserlei ligt tussen de Meir en het Centraal Station. Er zijn diverse restaurants te vinden, maar ook fastfoodketens en een MediaMarkt. Vanaf de De Keyserlei heeft men toegang tot het bioscoopcomplex UGC.
- De Van Wesenbekestraat aan het Koningin Astridplein en het Centraal Station vormt het centrum van de Chinese gemeenschap in Antwerpen. Men vindt er vele Chinese en Oost-Aziatische winkeltjes, supermarkten en restaurants.
- Het Grand Bazar Shopping Center is het grootste winkelcentrum van de binnenstad. Het is gelegen aan de Groenplaats. In de kelder vindt men een van de grootste supermarkten van Antwerpen.
- In de Huidevettersstraat vindt men de grote namen; onder andere Gucci en Louis Vuitton zijn hier gevestigd.
- De Kloosterstraat huisvest vooral handelszaken in brocante, met een uitgebreid aanbod van antieke schilderijen, oude meubelen en woonaccessoires, in diverse stijlen.
- In de Wolstraat en de Lange Koepoortstraat zijn tal van handelszaken in brocante, oude boeken en kunstobjecten gevestigd.
- De Kammenstraat is een alternatievere winkelstraat, vooral populair onder jongeren. Naast boetiekjes is er ook merkkleding te vinden. De straat is bekend geworden dankzij het straatfestival Laundry Day. Er draaien ook wekelijks deejays in verschillende winkels.
- In de Nationalestraat zijn 4 van de 6 grote Antwerpse modeontwerpers gevestigd, waaronder Dries Van Noten. Ook het Modemuseum is overigens in deze straat gevestigd.
- Belangrijke winkelstraten buiten de binnenstad zijn de as Statiestraat-Driekoningenstraat in Berchem, Turnhoutsebaan in Borgerhout, Bredabaan in Merksem, de Herentalsebaan in Deurne en de Abdijstraat op het Kiel.

#### Markten
Enkele belangrijke weekmarkten in Antwerpen:
- de markt op het Sint-Jansplein, op woensdag en vrijdag van 08.00 tot 13.00 uur, is de grootste wekelijkse buurtmarkt;
- de Vogelenmarkt, op zondag van 08.00 tot 13.00 uur op de Oudevaartplaats;
- de Exotische markt, op zaterdag van 08.00 tot 16.00 uur op de Oudevaartplaats;
- de Boerenmarkt op vrijdag van 11.30 tot 16.30 aan de Desguinlei.

Andere belangrijke markten:
- Maandelijkse markten:
  - Biomarkt: verkoop van producten met biokwaliteitslabel op het Falconplein, elke eerste en derde zondag van de maand, van 7.30 uur tot 18 uur.
  - Boekenplein: boekenmarkt met muzikale optredens op het De Coninckplein, elke derde zondag van de maand van 10 tot 17 uur, uitgezonderd tijdens de maanden november, december, januari en februari.
- Antiek en brocante:
  - Antiekmarkt zaterdag: elke zaterdag van 9 tot 17 uur (niet op officiële feestdagen) op de Lijnwaadmarkt.
  - Antiekmarkt zondag: elke zondag van 9 tot 17 uur (ook op officiële feestdagen) op het Sint-Jansvliet.
  - Lambermontmartre: kunstmarkt op de Leopold de Waelplaats, van mei tot en met september, telkens de laatste zondag van 12 tot 17 uur. Diverse kunstenaars (schilders, fotografen, grafici, beeldhouwers) stellen hier hun werk tentoon in een Montmartre-sfeer rond de fontein, met begeleiding van akoestische muziek.
  - De Vrijdagmarkt: Er worden vrijdagochtend oude en nieuwe spullen geveild. Elke vrijdag van 9 tot 13 uur op de Vrijdagmarkt.

## Verkeer en vervoer

### Wegverkeer

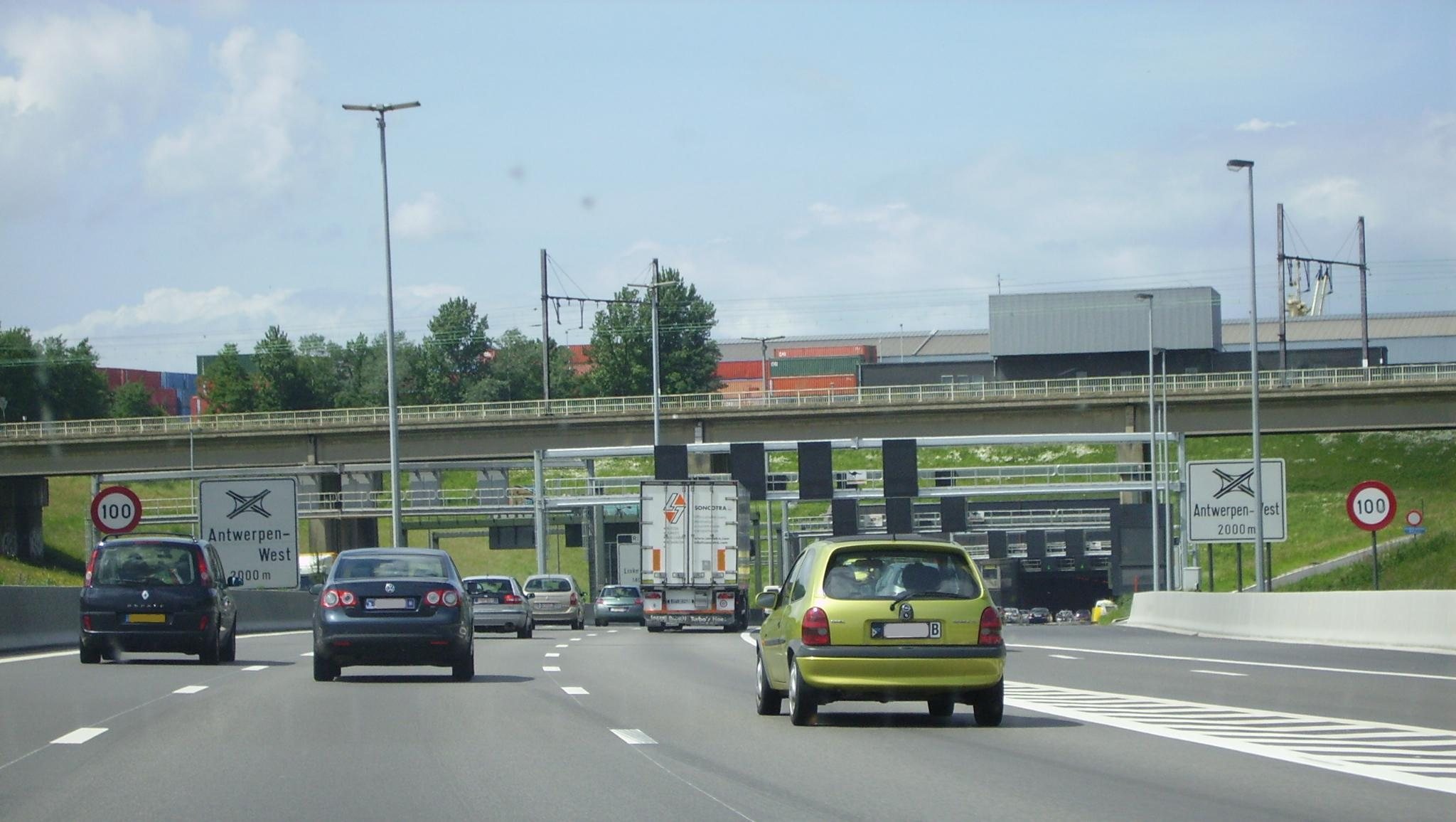
De R1, ring rond Antwerpen, bij de Kennedytunnel onder de Schelde

De autosnelweg R1 vormt de Ring rond Antwerpen en verbindt de A1/E19 (Breda), de A12 (Bergen op Zoom-Vlissingen), de A21/E34 (Turnhout-Eindhoven-Duisburg), de A13/E313 (Hasselt), de A1/E19 (Mechelen-Brussel), de A12 (Boom-Brussel), de A14/E17 (Gent-Kortrijk-Rijsel) en de E34 (Zelzate-Knokke) met elkaar. Door het samenkomen van grote noord-zuidverbindingen (van Rotterdam, Amsterdam en andere delen van Nederland naar Antwerpen, Brussel en Bergen en verder door naar Frankrijk) en belangrijke oost-westverbindingen (tussen Duitsland met vooral Aken en Keulen enerzijds en de Belgische kust anderzijds) is deze Antwerpse ringweg een van de meest bereden stukken autosnelweg in West-Europa, met frequente verkeerschaos als gevolg. De omstreden Oosterweelverbinding moet hier vanaf 2033 verbetering in brengen.
De Leien (Frankrijklei, Italiëlei, Amerikalei, Britselei), in de negentiende eeuw aangelegd op de fundamenten van de zestiende-eeuwse Spaanse omwalling, vormen de belangrijkste verkeersader 'intra muros', dwz binnen de oude Brialmontomwalling waar nu de R1 op ligt. Andere belangrijke wegen zijn de Havenweg, de Noorderlaan, de Bredabaan, de Turnhoutsebaan, de Mechelsesteenweg (ook N1), de Boomsesteenweg en de Blancefloerlaan. Twee belangrijke rondwegen die geen autosnelweg zijn, zijn de Singel en de R11.

### Openbaar vervoer

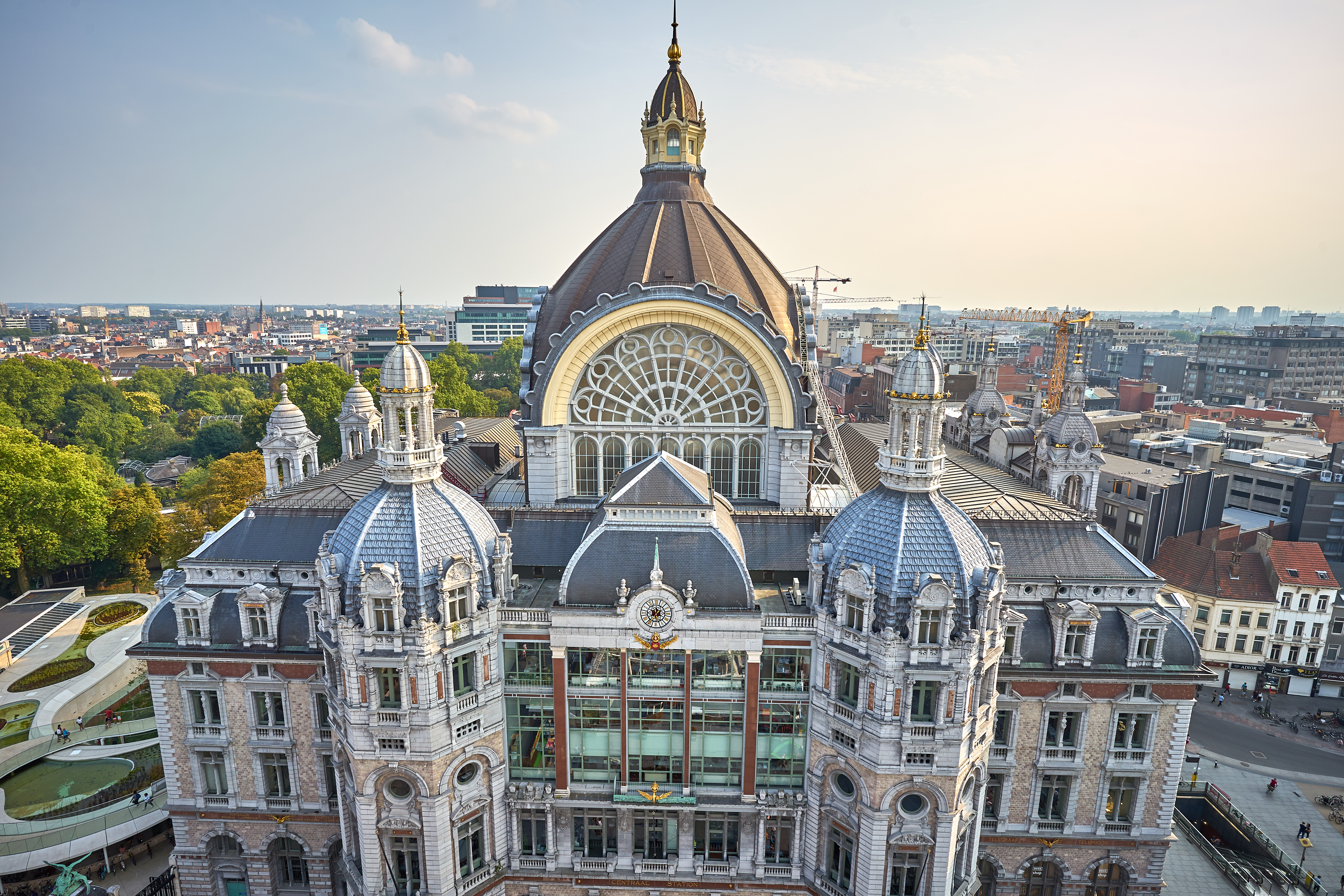
Station Antwerpen-Centraal

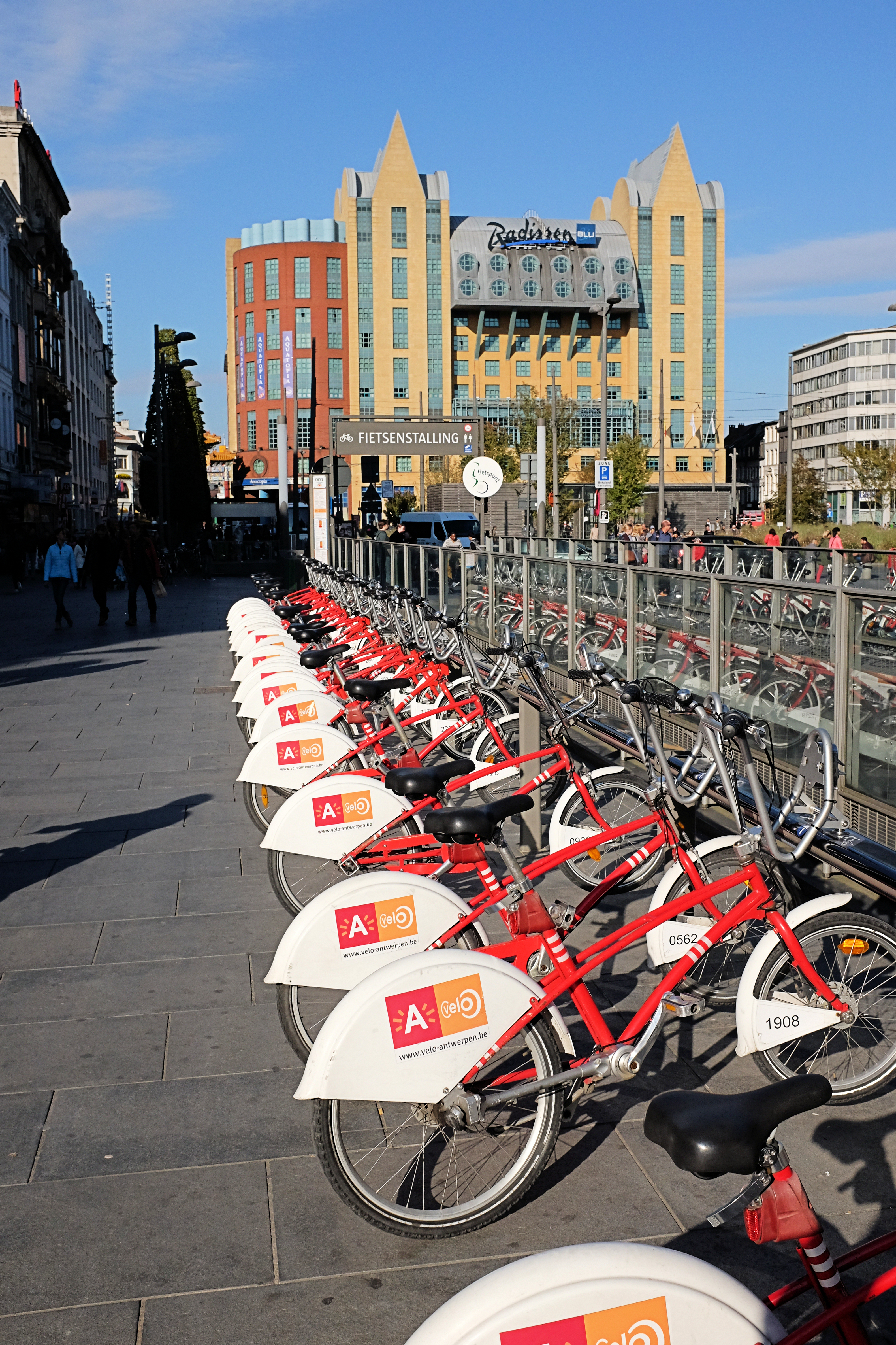
Velo Antwerpen op het Astridplein

Vervoermaatschappij De Lijn exploiteert het stadsvervoer in Antwerpen met bussen en trams. Acht tramlijnen maken gebruik van de Antwerpse premetro onder de binnenstad en de Schelde, namelijk tramlijnen 2, 3, 5, 6, 8, 9, 10 en 15. Verder zijn er nog de tramlijnen 1, 4, 7, 11, 12 en 24. Heel wat streekbussen hebben de Franklin Rooseveltplaats als hun eindpunt in Antwerpen. FlixBus biedt internationaal openbaar busvervoer aan vanaf de Rooseveltplaats en Berchem.
Het belangrijkste station in de gemeente Antwerpen is het Antwerpen-Centraal, waar naast intercitytreinen en stoptreinen ook de hogesnelheidstrein Eurostar stopt. Ook Station Antwerpen-Berchem is een belangrijk knooppunt. Sinds maandag 26 maart 2007 is de Noord-Zuidverbinding tussen Antwerpen-Berchem en het voormalige Dam-station in dienst. Langs deze tunnel kunnen de treinen van het westen en zuiden van de stad rechtstreeks richting Nederland sporen en omgekeerd. De treintunnel leidt tot een verdubbeling van de capaciteit tot 100.000 reizigers per dag.
Daarnaast heeft de NMBS binnen de gemeentegrenzen de stations Antwerpen-Luchtbal, -Noorderdokken, -Zuid, Ekeren, Sint-Mariaburg, en Hoboken-Polder. Antwerpen heeft directe treinverbindingen met onder andere Gent en Kortrijk (lijn 59), Amsterdam-Rotterdam (lijn 12 of HSL4), Mechelen-Brussel-Frankrijk (lijn 25 en 27), Puurs (lijn 52), Lier, Hasselt en Turnhout (lijn 15).
De NMBS heeft verder een voorstadsspoorweg rond de stad ontwikkeld met vier lijnen: S1 (tevens deel van het Gewestelijk ExpresNet), S32 en S33 en S34.
Het Vormingsstation Antwerpen-Noord in de haven is het grootste rangeerterrein van de Benelux en de op een na grootste in Europa, na Maschen Rangierbahnhof bij Hamburg. Andere goederenstations zijn Antwerpen-Kiel en Antwerpen-Schijnpoort.
In juni 2011 werd het fietsdeelsysteem Velo Antwerpen geïntroduceerd. De gebruiker kan zich snel door de stad verplaatsen en kan kiezen voor een jaar-, week- of dagkaart. Eind 2017 waren er 300 actieve stellingsstations en 3600 fietsen.
Vanaf 1 juli 2017 werd een veerdienst over de Schelde hernomen van rechteroever (Scheldeponton aan het Steen) naar linkeroever. Daarnaast bedient een waterbus de verbinding van het Scheldeponton naar Kruibeke en Hemiksem. De waterbus maakt in de andere richting de verbinding van het Scheldeponton naar het Sint-Annastrand in het noorden van Linkeroever, Zwijndrecht, de Kallosluis, Fort Liefkenshoek en Fort Lillo.

### Luchthaven
Op het grondgebied van Antwerpen bevindt zich in het zuiden van Deurne de Internationale Luchthaven Antwerpen.

## Religie en levensbeschouwing

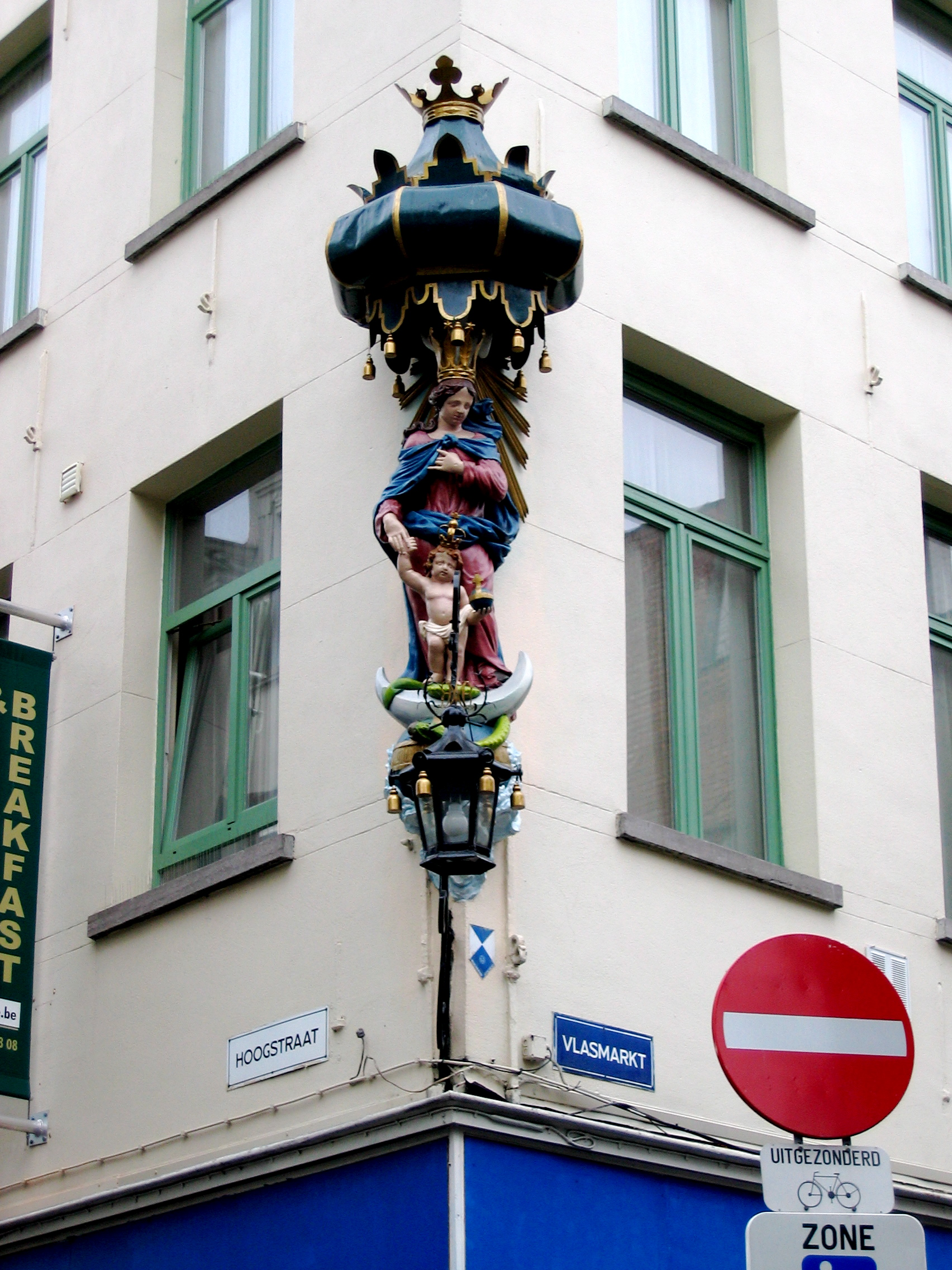
Mariabeeld op de hoek van Hoogstraat en Vlasmarkt, een typerend straatbeeld

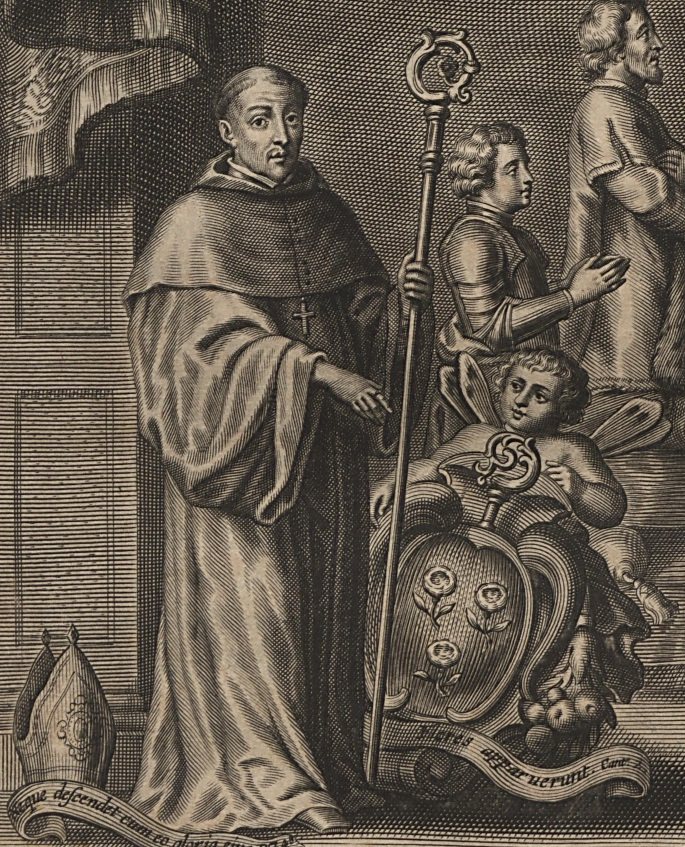
In Antwerpen bevonden zich 2 grote abdijen: de Sint-Michielsabdij en de Sint-Salvatorabdij (ook bekend als Pieter Potabdij).

De meeste religies en levensbeschouwingen hebben in Antwerpen een permanente zetel en/of eredienstplaats. Antwerpen staat sinds jaren bekend omwille van haar tolerantie ten opzichte van de diversiteit aan religies en levensbeschouwingen.

### Christendom

#### Katholieke Kerk
De Katholieke Kerk telt binnen de Antwerpse christelijke gemeenschap het meeste aantal gelovigen. Antwerpen is de zetel van het gelijknamige bisdom, waarvan de Onze-Lieve-Vrouwekathedraal de hoofdkerk is. De stad Antwerpen maakt deel uit van het vicariaat Antwerpen. De stad telt een 70-tal parochies verdeeld over federaties en pastorale eenheden. In omringende landen staat Antwerpen bovendien bekend als een rooms-katholiek centrum (jezuïeten).
De Priesterbroederschap Sint Pius X heeft in de Hemelstraat haar priorij voor gans Vlaanderen.

#### Protestantisme
Antwerpen telt vijf protestantse gemeenten, die deel uitmaken van de Verenigde Protestantse Kerk in België.
De erediensten gaan door in de kerken: Brabantse Olijfberg, Christusgemeente, De Wijngaard en Antwerpen-Linkeroever. Daarnaast is nog de Duitstalige parochiekerk DEGPA.

#### Evangelische gemeenten
Er zijn een tiental Nederlandstalige evangelische gemeenten in Antwerpen. Zij zijn aangesloten bij de Evangelische Alliantie Vlaanderen. Samen met de Protestantse gemeenten zijn zij bij de overheid vertegenwoordigd als ARPEE.

#### Anglicaanse Kerk
De Anglicaanse Kerk heeft een parochie in Antwerpen en organiseert erediensten in de Sint-Bonifaciuskerk. Antwerpen is de zetel van het aartsdekenaat Noordwest-Europa, dat België, Nederland en Luxemburg omvat en deel uitmaakt van het bisdom Europa van de Kerk van Engeland.

#### Orthodoxe kerken
Het Oecumenisch patriarchaat van Constantinopel telt in Antwerpen een parochie die bevoegd is voor de Grieks-orthodoxen en een parochie van de Russische traditie. Daarnaast is er ook nog een parochie van de Roemeens-Orthodoxe Kerk en van de Georgische orthodoxen. De erediensten in de Russische traditie gaan door in de Sint-Jozefkerk, die van de Grieks-orthodoxe in de Boodschap-van-de-Moeder-Godskerk en de Roemeens-orthodoxe ten slotte in de Geboorte-Moeder-Godskerk. De erediensten van de Georgisch-Orthodoxe Kerk vinden plaats in de Sint-Laurentiuskerk.

#### Staatskerken en vrije kerken
- Suomen Merimieskirkko (Finse zeemanskerk)
- Norske Sjømannskirke (Noorse zeemanskerk)
- Svenska Sjömanskyrkan (Zweedse zeemanskerk)
- Assyrische Kerk van het Oosten
- Baptistengemeente
- Ethiopische Kerk
- Vergadering van gelovigen
- Diverse pinkstergemeenten

#### Andere kerken en bewegingen
- Apostolische Oud-Katholieke Kerk
- Armeense Kerk
- De Christengemeenschap
- Jehova's getuigen
- Katholiek Apostolische Kerk
- Kerk van Jezus Christus van de Heiligen der Laatste Dagen (Mormonen)
- Nieuw-Apostolische Kerk
- Vrij-Katholieke Kerk
- Quakers (Religieus Genootschap der Vrienden)
- Zevendedagsadventisten

### Islam
De islam is sterk vertegenwoordigd binnen de Marokkaanse en Turkse gemeenschap, en kent net zoals het christendom verschillende stromingen. 18,8% van de Antwerpse bevolking is moslim.

### Jodendom

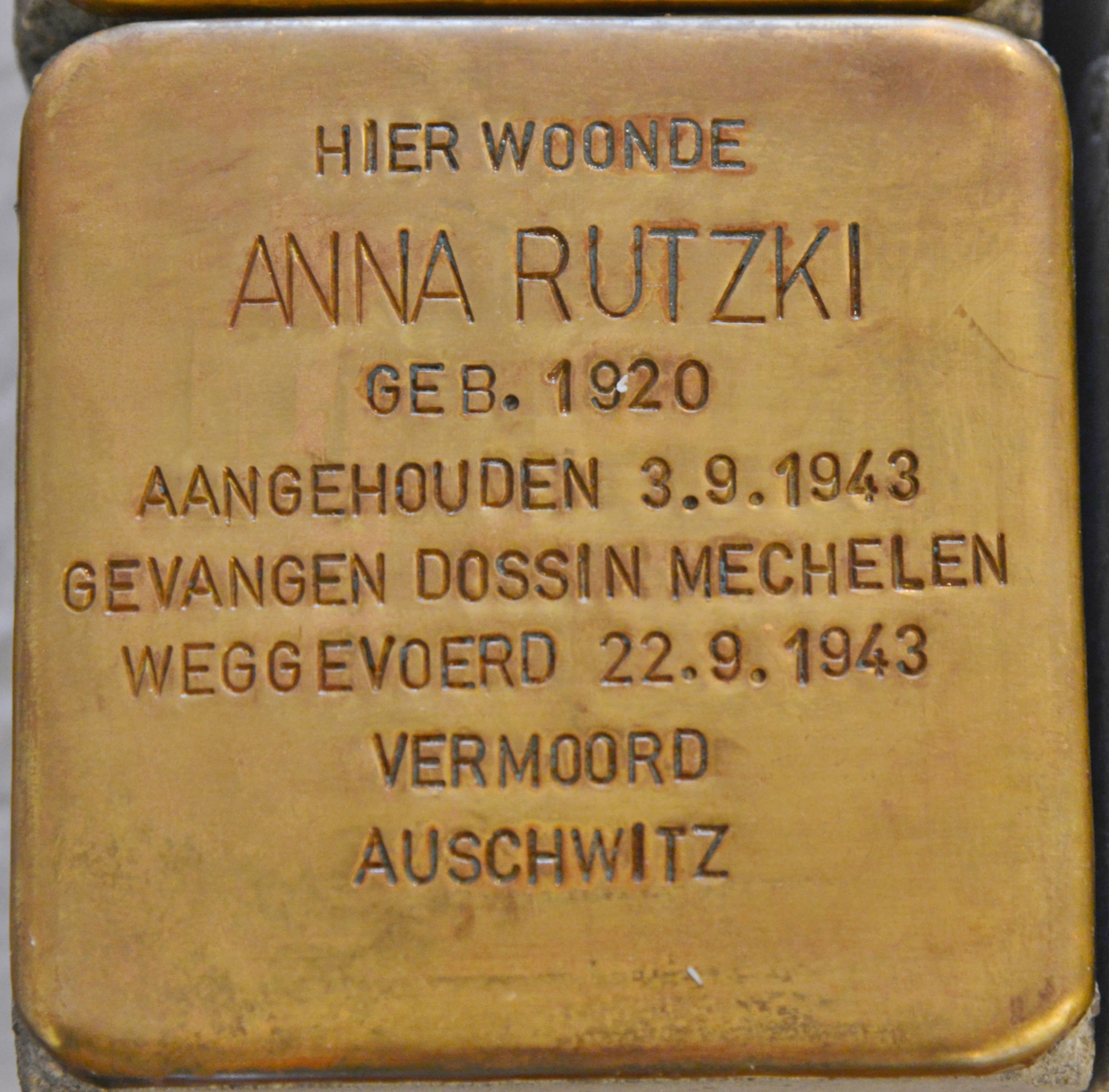
Stolperstein voor Anna Rutzki

Antwerpen huisvest een grote joodse gemeenschap waarvan ongeveer 20.000 gelovigen het Orthodox jodendom belijden. Velen van hen behoren tot de streng orthodoxe charedische richting. Antwerpen is na Londen het grootste centrum van charedische joden in Europa. Zij gaan dienovereenkomstig gekleed en zijn daarom een opvallende verschijning in het Antwerpse straatbeeld. Chassidische joden vormen het merendeel van de charedische joden. Grote chassidische bewegingen gevestigd in Antwerpen zijn onder andere Pshevorsk, Satmar, Belz, Bobov en Lubavitch. De Joodse gemeenschap heeft twee hoofdsynagoges in de stad, met name de Machsike Hadass en Shomre Hadas. Het stadscentrum van Antwerpen is als enige Belgische stad omgeven door een eroev.

### Boeddhisme
In Antwerpen zijn volgende stromingen binnen het boeddhisme vertegenwoordigd:
- Vajrayana
- Theravada
- Zen (Soto) / (Ch'an)
- Shin-boeddhisme (Jodo-Shinshu)
- Humanistisch boeddhisme

Er zijn twee tempels in de stad, met name de shin-boeddhistische Jikōji (Tempel van het Licht van Mededogen) en de Chinees-boeddhistische Fo Guang Shan-tempel.

### Hindoeïsme
- Hare Krishna-beweging
- Jiddu Krishnamurti
- Osho
- Sathya Sai Baba Organisatie
- Sarasvati
- Swaminarayan – B.A.P.S. Sanstha
- Premananda Centrum

### Jaïnisme
Het jaïnisme telt in Antwerpen ongeveer 400 families onder zijn aanhangers. In Wilrijk werd in 2010 de grootste jaïntempel in de wereld buiten India ingehuldigd. Deze is tevens de enige jaïntempel op het Europese vasteland.

### Vrijzinnigheid
De georganiseerde vrijzinnigen werken in Antwerpen samen onder de koepel Vrijzinnig Antwerpen met zetel in de Breugelstraat. Sinds 2008 verenigt deze koepel het voormalige Humanistisch Verbond en de Oudervereniging voor de Moraal, de jeugdvereniging Sava-jongeren en de seniorengroep Grijze Geuzen. Vrijzinnig Antwerpen ressorteert als erkende sociaal-culturele organisatie onder de Humanistisch-Vrijzinnige Vereniging. Het Vrijzinnig ontmoetingscentrum, of Karel Cuypershuis bevindt zich in de Lange Leemstraat.

## Bestuur en politiek
Antwerpen is de provinciehoofdstad van de provincie Antwerpen en het Provinciehuis staat dan ook in Antwerpen. Naast het station Antwerpen-Centraal staat het Anna Bijnsgebouw met daarin het Vlaams Administratief Centrum (VAC) van de Vlaamse overheid.

### Stadsorganisatie
Naast de stad Antwerpen en het OCMW Antwerpen zelf, heeft de stad ook de volgende autonome gemeentebedrijven:
- Culturele Instellingen Antwerpen/Erfgoed: beheert de musea en erfgoedinstellingen van de stad.
- Culturele Instellingen Antwerpen/Kunsten: beheert de schouwburgen van de stad Antwerpen.
- Energiebesparingsfonds Antwerpen: verstrekt energieleningen aan inwoners om hun woning energiezuiniger te maken.
- Mobiliteit en Parkeren Antwerpen (AG MPA): voert het mobiliteitsbeleid uit en beheert de parkeergelegenheden in de stad.
- Stedelijk Onderwijs Antwerpen: een van de grootste inrichtende machten voor onderwijs in Vlaanderen.
- AG Vespa: staat in voor vastgoedbeheer en stadsprojecten van de stad.
- Digipolis: staat in voor informatietechnologie en digitale innovatie van de stad.

Het Zorgbedrijf Antwerpen en Beschut Wonen – Antwerpen zijn publiekrechtelijke OCMW-verenigingen.
De stad en het OCMW Antwerpen zijn vertegenwoordigd in het Ziekenhuis aan de Stroom (ZAS).    

### Structuur
De stad Antwerpen ligt in het kieskanton Antwerpen, dat identiek is aan het provinciedistrict Antwerpen, en ligt in het kiesarrondissement Antwerpen en de kieskring Antwerpen.
| Antwerpen        | Antwerpen        | Supranationaal         | Nationaal                         | Nationaal           | Gemeenschap         | Gewest              | Provincie           | Arrondissement  | Provinciedistrict | Kanton          | Gemeente        | District |
| ---------------- | ---------------- | ---------------------- | --------------------------------- | ------------------- | ------------------- | ------------------- | ------------------- | --------------- | ----------------- | --------------- | --------------- | --- |
| Administratief   | Niveau           | Europese Unie          | België                            | België              | Vlaanderen          | Vlaanderen          | Antwerpen           | Antwerpen       | Antwerpen         | Antwerpen       | Antwerpen       | Antwerpen, Berchem, Berendrecht-Zandvliet-Lillo, Borgerhout, Borsbeek, Deurne, Ekeren, Hoboken, Merksem en Wilrijk. |
| Administratief   | Bestuur          | Europese Commissie     | Belgische regering                | Belgische regering  | Vlaamse regering    | Vlaamse regering    | Deputatie           | Deputatie       | Deputatie         | Deputatie       | Gemeentebestuur | Districtscollege |
| Administratief   | Raad             | Europees Parlement     | Kamer van volksvertegenwoordigers | Vlaams Parlement    | Vlaams Parlement    | Vlaams Parlement    | Provincieraad       | Provincieraad   | Provincieraad     | Provincieraad   | Gemeenteraad    | Districtsraad |
| Kiesomschrijving | Kiesomschrijving | Nederlands Kiescollege | Kieskring Antwerpen               | Kieskring Antwerpen | Kieskring Antwerpen | Kieskring Antwerpen | Kieskring Antwerpen | Antwerpen       | Antwerpen         | Antwerpen       | Antwerpen       | Antwerpen, Berchem, Berendrecht-Zandvliet-Lillo, Borgerhout, Borsbeek, Deurne, Ekeren, Hoboken, Merksem en Wilrijk. |
| Verkiezing       | Verkiezing       | Europese               | Federale                          | Federale            | Vlaamse             | Vlaamse             | Provincieraads-     | Provincieraads- | Provincieraads-   | Provincieraads- | Gemeenteraads-  | Districtsraads- |

### Voormalige burgemeesters
De eerste jaren van de Belgische onafhankelijkheid had Antwerpen katholiek-unionistische burgemeesters. Van 1848 tot 1921 waren de burgemeesters liberalen (met uitzondering van het Meeting-intermezzo tussen 1863 en 1872). Tussen 1921 en 1932 had de stad een katholieke burgemeester, met Frans Van Cauwelaert. De benoemde burgemeesters van de stad zijn van 1932 tot 2012 allen van socialistische signatuur: Camille Huysmans, Lode Craeybeckx, Frans Detiège en Mathilde Schroyens, en na de fusie Bob Cools, Leona Detiège en Patrick Janssens. Vanaf 2013 is dit de Vlaams-nationalist Bart De Wever (na 24 februari 2025 nog enkel titelvoerend). De huidige waarnemende burgemeester van Antwerpen is sinds 24 februari 2025 de Nederlands-Belgische politica Els van Doesburg.

### 2025-2030

#### Schepencollege
| Functie en bevoegdheden | Naam               | Partij | Partij  |
| --- | ------------------ | ------ | ------- |
| Burgemeester (van 24/02/2025) (Commissie KB) (volgt plaatsvervangend Bart De Wever op) Veiligheid, Bestuurszaken (waaronder Externe Relaties, Rechtszaken, Herdenkingsbeleid en Straatnaamgeving), Marketing en Communicatie, Evenementen, Erfgoed, Inspectie Financiën, Interne Audit en Fondsen | Els van Doesburg   |        | N-VA    |
| Eerste schepen (Commissie KF) (vervangend burgemeester) Financiën, Mobiliteit, Patrimonium (VESPA), Toerisme en Middenstand | Koen Kennis        |        | N-VA    |
| Tweede schepen (Commissie KW) Stadsontwikkeling en Wonen | Patrick Janssens   |        | Vooruit |
| Derde schepen (Commissie KO) Onderwijs, Personeel, Kinderopvang, Sociale Economie, en Integratie en Inburgering | Nabilla Aït Daoud  |        | N-VA    |
| Vierde schepen (Commissie KC) Cultuur, Werk, Gelijke Kansen en Ontwikkelingssamenwerking | Lien Van de Kelder |        | Vooruit |
| Vijfde schepen (Commissie KH) Haven en Economie (waaronder Industrie, Markten en Foren, en Diamant) | Johan Klaps        |        | N-VA    |
| Zesde schepen (Commissie KP) (vervangend burgemeester) Publiek Domein en Groen, Innovatie, Digitalisering, Loketten en Decentralisatie | Ken Casier         |        | N-VA    |
| Zevende schepen (Commissie KJ) Jeugd, Leefmilieu en Samenlevingsopbouw | Karim Bachar       |        | Vooruit |
| Achtste schepen (Commissie KE) Sport, Erediensten en Dierenwelzijn | Stijn De Rooster   |        | N-VA    |
| Negende schepen (van 31/03/2025) (Commissie KS) (volgt Els van Doesburg op) Sociale Zaken (BCSD), Gezondheidszorg (ZAS), Seniorenzorg (ZBA) en Stads- en Buurtonderhoud | Nathalie van Baren |        | N-VA    |

### Gemeenteraad
De N-VA en Vooruit vormen een meerderheid van 30 op 55 zetels.
De verkiezingen van 13 oktober 2024 gaf de volgende zetelverdeling in de gemeenteraad:
- N-VA: 23 zetels (Bart De Wever, Els Van Doesburg, Annick De Ridder, Koen Kennis, Michael Freilich, Nabilla Ait Daoud, Liesbeth Homans, Stijn De Rooster, Peter Wouters, Johan Klaps, Ken Casier, Goedele Toen, Nathalie Van Baren, Laura Delmas, Koen Laenens, Joël Gemeiner, Sven Lievens, Lieselot Keymis, Danielle Meirsman, Kevin Vereecken, Sevilay Altintas, Sophie Van de Velde en Vincent Hellemans)
- PVDA: 12 zetels (Jos D'Haese, Manal Toumi, Peter Mertens, Lise Vandecasteele, Ben Van Duppen, Céline Gümüs, Mohssine Ben Messaoud, Anne Delespaul, Ivan Heylingen, Maartje De Vries, Kenneth Asseloos (volgt Abdelaziz El Fadili op) en Farid Darmach (volgt Amina Vandenheuvel op)
- Vooruit: 7 zetels (Kathleen van Brempt, Patrick Janssens, Lien Van de Kelder, Tatjana Scheck, Karim Bachar, Ben Segers en Oskar Seuntjens (volgt Monica De Coninck op))
- Groen: 6 zetels (Bogdan Vanden Berghe, Zohra Othman, Ilse Van Dienderen, Meyrem Almaci, Joke Laukens en Ariane Giraneza Birekeraho (volgt Mieke Vogels op))
- Vlaams Belang: 6 zetels (Filip Dewinter, Anke Van dermeersch, Sam Van Rooy, Gerolf Annemans, Kinga Pajak, Tim Tubbax)
- CD&V: 1 zetel (Pieter De Cock)

Voorzitter gemeenteraad: Els van Doesburg (N-VA) (volgt Bart De Wever op)
Het Bijzonder comité voor de sociale dienst ziet er in deze periode als volgt uit:
- N-VA: 5 leden (Marco Laenens, Evi Van der Planken, Carine Leys, Koen Laenens en Peter Wouters)
- PVDA: 3 leden (Marleen Swinnen en Han Soete)
- Vooruit: 2 leden (Tatjana Scheck en Monica De Coninck)
- Groen: 1 lid (Fabienne Toussein)
- Vlaams Belang: 1 lid (Nancy Verrijke)

### Verkiezingsresultaten sinds 1982
Onderstaande tabel geeft de uitslagen van de Antwerpse gemeenteraadsverkiezingen sinds 1982. De verkiezingen vinden alle zes jaar op de tweede zondag van oktober plaats. De verkiezingen van 1976 gingen slechts over de twee districten Antwerpen en Berendrecht-Zandvliet-Lillo samen. In Berchem, Borgerhout, Deurne, Ekeren, Hoboken, Merksem en Wilrijk vonden toen nog aparte verkiezingen plaats voor eigen gemeenteraden. Ze zouden pas op 1 januari 1983 met Antwerpen fuseren. De verkiezingen hiervoor vonden plaats op 10 oktober 1982. Op 1 januari 2025 fuseerde ook Borsbeek met Antwerpen. Op donderdag 2 januari 2025 vond de eerste stedelijke gemeenteraad na deze fusie plaats. Op maandag 6 januari 2025 volgden dan de districtsraden in de 10 districten.
| Partij of kartel     | Partij of kartel                                   | 10-10-1982 | 10-10-1982 | 9-10-1988 | 9-10-1988 | 9-10-1994 | 9-10-1994 | 8-10-2000 | 8-10-2000 | 8-10-2006 | 8-10-2006 | 14-10-2012 | 14-10-2012 | 14-10-2018 | 14-10-2018 | 13-10-2024 | 13-10-2024 |
| Stemmen / Zetels     | Stemmen / Zetels                                   | %          | 55         | %         | 55        | %         | 55        | %         | 55        | %         | 55        | %          | 55         | %          | 55         | %          | 55         |
| -------------------- | -------------------------------------------------- | ---------- | ---------- | --------- | --------- | --------- | --------- | --------- | --------- | --------- | --------- | ---------- | ---------- | ---------- | ---------- | ---------- | ---------- |
|                      | PVDA1/ PVDA+2                                      | 2,801      | 0          | 1,901     | 0         | 1,921     | 0         | 1,791     | 0         | 1,852     | 0         | 7,972      | 4          | 8,91       | 4          | 20,21      | 12         |
|                      | Agalev1/ Groen!2/ Groen3                           | 7,311      | 4          | 9,211     | 5         | 13,041    | 7         | 11,071    | 6         | 4,712     | 2         | 7,953      | 4          | 18,43      | 11         | 10,73      | 6          |
|                      | SP1/ sp.a-Spirit2/ StadslijstC/ sp.a3/ Vooruit4    | 29,681     | 19         | 28,791    | 17        | 20,461    | 13        | 19,491    | 12        | 35,282    | 22        | 28,58C     | 12         | 11,63      | 6          | 12,94      | 7          |
|                      | CVP1/ Antw'94A/ CD&V-N-VAB/ StadslijstC/ CD&V2     | 23,921     | 15         | 20,031    | 12        | 15,11A    | 9         | 11,121    | 6         | 11,2B     | 5         | 28,58C     | 5          | 6,92       | 3          | 3,42       | 1          |
|                      | VU1/ Antw'94A/ VU&ID2/ CD&V-N-VAB/ N-VA3           | 14,191     | 8          | 8,431     | 4         | 15,11A    | 9         | 3,112     | 1         | 11,2B     | 1         | 37,733     | 23         | 35,93      | 23         | 37,23      | 23         |
|                      | PVV1/ VLD2/ VLD-Vivant3/ Open Vld4                 | 12,931     | 7          | 12,281    | 7         | 11,992    | 7         | 16,952    | 10        | 9,703     | 5         | 5,544      | 2          | 5,74       | 2          | 2,34       | 0          |
|                      | Vlaams Blok1/ Vlaams Belang-VLOTT2/ Vlaams Belang3 | 5,151      | 2          | 17,691    | 10        | 28,031    | 18        | 32,951    | 20        | 33,512    | 20        | 10,213     | 5          | 10,63      | 6          | 10,63      | 6          |
|                      | WOW                                                | -          |            | -         |           | 3,8       | 1         | 0,68      | 0         | -         |           | -          |            | -          |            | -          |            |
|                      | Anderen(*)                                         | 4,03       | 0          | 1,66      | 0         | 5,66      | 0         | 2,84      | 0         | 3,76      | 0         | 2,0        | 0          | 3,6        | 0          | 2,9        | 0          |
| Totaal stemmen       | Totaal stemmen                                     | 367.085    | 367.085    | 320.723   | 320.723   | 289.981   | 289.981   | 279.329   | 279.329   | 292.040   | 292.040   | 278.578    | 278.578    | 290.163    | 290.163    | 199.788    | 199.788    |
| Opkomst %            | Opkomst %                                          |            |            | 90,97     | 90,97     | 87,98     | 87,98     | 88,14     | 88,14     | 89,97     | 89,97     | 85,56      | 85,56      | 89,0       | 89,0       | 60,7       | 60,7       |
| Blanco en ongeldig % | Blanco en ongeldig %                               | 5,34       | 5,34       | 4,56      | 4,56      | 5,41      | 5,41      | 3,07      | 3,07      | 3,03      | 3,03      | 2,21       | 2,21       | 2,7        | 2,7        | 0,7        | 0,7        |

De rode cijfers naast de gegevens duiden aan onder welke naam de partijen telkens bij een verkiezing opkwamen.
De zetels van de gevormde coalitie staan vetjes afgedrukt. De grootste partij is in kleur.
Vanaf 2024 wordt ook in Borsbeek voor de gemeenteraad van Antwerpen gestemd.
(*) 1982: ELA (1,77%), RAD (1,51%), VLAM (0,75%) / 1988: NP (0,95%), SAP-KP (0,71%) / 1994: CVB (1,85%), ROSSEM (0,75%), PROVU (0,6%), BORIS (0,42%), PSP (0,35%), PAKLEM (0,35%), AOV (0,32%), PROVO (0,31%), UNIE (0,3%), NWP (0,21%), VVP (0,21%) / 2000: Vivant (1,55%), SEX (0,71%), AABC (0,25%), HUP-GSM (0,18%), EDB (0,15%) / 2006: NEE (1,51%), A-PART (0,42%), Antwerpen Bewust (0,35%), LSP (0,33%), SEX (0,24%), Nieuwe Partij (0,22%), Protest (0,19%), STP (0,18%), Vrij Vlug Vooruit (0,14%), Defusie (0,12%), SMS (0,06%) / 2012: Rood! (1,0%), Piratenpartij (0,5%), HART (0,2%), Mathieu&Guillaume (0,2%), Vrij Vlug Vooruit (0,1%)  / 2018: D-SA (1,7%), Be.One (0,6%), Burgerlijst (0,5%), PAARS (0,5%), BDW (0,2%), USE (0,1%) / 2024: Team Fouad Ahidar A+ (1,5%), DierAnimal (0,4%), Vista-Volt (0,4%), OL-A (0,3%), Voor U (0,3%)
De getallen in vet vormen de onderhandelde bestuursmeerderheid. Van 2019 tot 2024 is dat een coalitie van N-VA, Vooruit en Open Vld, samen goed voor 31 van de 55 zetels.

## Justitie
De stad Antwerpen bestaat uit 12 gerechtelijke kantons die elk een vredegerecht inrichten. Elk kanton bestaat uit een deel van de stad Antwerpen, soms aangevuld met enkele randgemeenten. Deze maken op hun deel uit van het gerechtelijk arrondissement Antwerpen en het gerechtelijk gebied Antwerpen.
| Gebied           | Europese Unie    | België           | België           | België           | België           | Antwerpen      | Antwerpen       | Antwerpen                   | Antwerpen                   | Antwerpen 1-12                  |                                 |                                 |                                 |
| Sociaal recht    | Hof van Justitie | Hof van Cassatie | Hof van Cassatie | Hof van Cassatie | Hof van Cassatie | Arbeidshof     | Arbeidshof      | Arbeidsrechtbank            | Arbeidsrechtbank            | Arbeidsrechtbank                | Arbeidsrechtbank                | Arbeidsrechtbank                |                                 |
| Handelsrecht     | Hof van Justitie | Hof van Cassatie | Hof van Cassatie | Hof van Cassatie | Hof van Cassatie | Hof van beroep | Hof van beroep  | Rechtbank van koophandel    | Rechtbank van koophandel    | Vredegerecht                    | Vredegerecht                    | Vredegerecht                    |                                 |
| Burgerlijk recht | Hof van Justitie | Hof van Cassatie | Hof van Cassatie | Hof van Cassatie | Hof van Cassatie | Hof van beroep | Hof van beroep  | Rechtbank van eerste aanleg | Rechtbank van eerste aanleg | Vredegerecht / Politierechtbank | Vredegerecht / Politierechtbank | Vredegerecht / Politierechtbank | Vredegerecht / Politierechtbank |
| Strafrecht       | Hof van Justitie | Hof van Cassatie | Hof van Cassatie | Hof van Cassatie | Hof van Cassatie | Hof van beroep | Hof van assisen | Rechtbank van eerste aanleg | Rechtbank van eerste aanleg | Vredegerecht / Politierechtbank | Vredegerecht / Politierechtbank | Vredegerecht / Politierechtbank | Vredegerecht / Politierechtbank |

## Onderwijs

### Hoger onderwijs
De Universiteit Antwerpen (UA) vormt een associatie met de hogescholen Antwerp Maritime Academy (voorheen Hogere Zeevaartschool Antwerpen), Artesis Plantijn Hogeschool Antwerpen en Karel de Grote Hogeschool. Antwerp Management School is een in Antwerpen gelegen autonoom onderdeel van de UAntwerpen. De UA is verspreid over meerdere campussen in de stad. Naast de Stadscampus in de Universiteitsbuurt is men actief op Campus Drie Eiken in Wilrijk, Campus Groenenborger en Campus Middelheim. De Katholieke Universiteit Leuven (KU Leuven) heeft twee campussen in het centrum van de stad: Campus Carolus en Campus Sint-Jacob. Vanaf 2023 wordt hieraan een campus op de site van het Provinciaal Veiligheidsinstituut toegevoegd. Ook de hogescholen Artesis Plantijn, Karel de Grote en Thomas More hebben campussen in de stad.
In Wilrijk is ook een Faculteit voor Vergelijkende Godsdienstwetenschappen gevestigd, die op universitair niveau op basis van totale tolerantie de verschillende religies en wereldbeschouwingen bestudeert.

## Sport

### Clubs
Verschillende Antwerpse clubs hebben vroeger een belangrijke rol gespeeld in het Belgische voetbal. Royal Antwerp FC is de oudste voetbalclub van het land, werd vijfmaal landskampioen en speelt tegenwoordig in Eerste klasse A. Een andere succesvolle club was Beerschot VAC, dat zevenmaal kampioen werd en in 1999 ophield te bestaan. De identiteit van de club werd eerst geïntegreerd in Germinal Ekeren (dat daarna eerst als Germinal Beerschot Antwerpen en later als Beerschot AC in Eerste klasse) aantrad, en na het faillissement van die club in mei 2013 ook in eersteprovincialer KFCO Wilrijk, dat zijn naam wijzigde in KFCO Beerschot Wilrijk en in mei 2019 naar Beerschot Voetbalclub Antwerpen. Berchem Sport werd driemaal vicekampioen, maar zakte naar de lagere nationale reeksen. Ook Tubantia Borgerhout kent een lange geschiedenis in het nationale voetbal, en speelde ooit in de hoogste afdeling. Andere Antwerpse clubs in de nationale reeksen waren KRC Borgerhout, KSK Hoboken, Merksem SC, Maccabi Antwerpen en Sint-Ignatius SC Antwerpen.
In het korfbal zijn bijna alle clubs uit de hoogste afdeling van Antwerpse komaf: Scaldis, Riviera, Kwik, Borgerhout/groen-wit, Boeckenberg, Meeuwen KV en Sikopi. Voorts brachten ook Catbavrienden, AKC, ATBS en Minerva de landstitel in het verleden mee naar hun thuisstad. Zesmaal werd de Europa Cup gewonnen door een ploeg uit Antwerpen. Riviera bracht de trofee in 1977 mee naar huis, AKC deed hen dit na in '86 en Sikopi in '91. Catbavrienden slaagde er driemaal in ('92, '97 en '98) en zijn daarmee tot op heden de succesvolste Belgische club in het Europese korfbal.
In het zaalvoetbal is er één Antwerpse ploeg in de hoogste afdeling: Chase Antwerpen. In het basketbal heeft Antwerpen de Port of Antwerp Giants, Sint Jan AB, Gembo BBC en Soba Antwerpen, in het handbal Sasja (mannen) en DHW Antwerpen HC (vrouwen), in het volleybal Topvolley Antwerpen, in het veldhockey Royal Antwerp HC, in honkbal Royal Antwerp Eagles, Royal Greys, Hoboken Pioneers, Borgerhout Squirrels, K. Deurne Spartans en Berendrecht Bears, in het waterpolo Antwerpse Waterpolo en ten slotte in het rugby Antwerp Rugby Club (ARC).
Daarnaast zijn er ook nog de judoclubs Top Judo Antwerpen, Antwerp Judo United en Judoclub Berendrecht, atletiekclubs Olse Merksem, Beerschot Atletiek en New Brabo Atletiek, triatlonclub ATRIAC en de zwemclub Brabo Swim.
Ten slotte beschikt Antwerpen ook over thaiboksers die tot de wereldtop behoren met wereldkampioenen als Werner Konings, Daniëlla Somers, Xavier Fraeyman, Jan Van Denderen, Murat Direcki en Luc Kempeneers.

### Evenementen
Antwerpen was de gaststad voor de Olympische Zomerspelen van 1920. Deze vonden plaats op de gronden van het huidige Beerschot. De naam van het stadion van de ploeg, namelijk Olympisch Stadion, verwijst hiernaar.
Antwerpen was met het Bosuilstadion van Royal Antwerp FC speelstad bij het EK voetbal van 1972.
Het vroegere bloeiende wielerleven is wat weggekwijnd sinds het Sportpaleis (met wielerpiste) meer een evenementenhal is geworden. Door het organiseren van het Belgisch kampioenschap op 25 juni 2006 hoopt de stad die wielertraditie nieuw leven in te blazen.
In het veldrijden wordt sinds 2006 ook jaarlijks de Scheldecross georganiseerd op Linkeroever.
Het tennis kende dan weer een bloei dankzij de Proximus Diamond Games, een Tier-2 WTA-tornooi dat jaarlijks doorging in het Sportpaleis en het grootste indoor-vrouwentennistoernooi ter wereld was. De trofee was een diamanten tennisracket. Om het mee naar huis te nemen moest een speelster het toernooi drie keer winnen in een periode van 5 jaar.
Daarnaast worden jaarlijks de IronMan 70.3 Antwerpen (tot 2012), Antwerp 10 Miles, Marathon van Antwerpen en de stijldanswedstrijd Antwerp Stars Cup georganiseerd.

### Divers
In de gemeente bevindt zich in Wilrijk de indoorskipiste Aspen.

## Stedenbanden
Antwerpen heeft met volgende steden een stedenband:
- Rotterdam (Nederland), sinds 1940
- Mulhouse (Frankrijk), sinds 1954
- Sint-Petersburg (Rusland), sinds 1958
- Marseille (Frankrijk), sinds 1958
- Rostock (Duitsland), sinds 1963
- Andernach (Duitsland), sinds 1979 (enkel district Ekeren)
- Niedernhausen (Duitsland), sinds 1980 (enkel district Wilrijk)
- Shanghai (China), sinds 1984
- Haifa (Israël), sinds 1986
- Los Angeles (Verenigde Staten), sinds 1987
- Kaapstad (Zuid-Afrika), sinds 1996
- Barcelona (Spanje), sinds 1997
- Ludwigshafen am Rhein (Duitsland), sinds 1998
- Fez (Marokko), sinds 2000
- Paramaribo (Suriname), sinds 2002
- Durban (Zuid-Afrika), sinds 2002
- Ilfeld (Duitsland), sinds 2003 (enkel district Wilrijk)
- Statenkwartier in Maastricht (Nederland), sinds 2007 (enkel wijk Klein-Antwerpen)
- Moskou (Rusland), sinds 2019

Ook heeft de Antwerpse haven zusterhavens:
- Haven van Nagoya (Japan), sinds 1988
- Haven van Guangzhou (China), sinds 2010